# Opération Barbarossa
 (août 2023).
Les informations dans cet article sont mal organisées, redondantes, ou il existe des sections bien trop longues. Structurez-le ou soumettez des propositions en page de discussion.
Avec le temps, il arrive que le contenu présent dans un article devienne désordonné. Il est souvent nécessaire de réorganiser l'article de fond en comble.
- Il faut tout d’abord répartir le contenu de l'article en plusieurs sections. Les informations doivent ensuite être exposées clairement et le plus synthétiquement possible, regroupées par sujet afin d'éviter les doublons. Quelqu'un cherchant une information précise doit pouvoir la trouver rapidement en lisant la section appropriée.
- À l'intérieur de chaque section, le texte, souvent initialement sous la forme de phrases éparses, doit être regroupé dans des paragraphes de quelques lignes, en assurant un enchaînement logique et une cohérence entre les phrases.
- Lorsque l'article ou l'une de ses sections développe trop longuement un point qui n'est pas dans le cœur du sujet traité, il convient de faire une synthèse et de transférer l'ancien contenu dans des articles plus appropriés (en cas de transfert, il faut impérativement respecter la procédure Aide:Scission).

Si vous pensez que ces points ont été résolus, vous pouvez retirer ce bandeau et améliorer le plan d'un autre article.
Seconde Guerre mondiale
Batailles
Phase 1
- Brest-Litovsk
- Białystok–Minsk
- Pays baltes
- Raseiniai
- Brody
- Bessarabie et Bucovine du Nord
- Moguilev

Phase 2
- Smolensk
  - Roslavl-Novozybkov (en)
- Avance sur Léningrad

Phase 3
- Ouman
- Odessa
- 1re Kiev
- Tallinn
- Petrikovka (en)
- Ielnia
- Léningrad
- Mer d'Azov (en)

Phase 4
- 1re Kharkov
- Beowulf
- Donbass-Rostov (en)
- Briansk (en)
- 1re Crimée
  - Sébastopol
- Tikhvine
- 1re Rostov
- Gorki
- Moscou

Front de l’Est

Prémices :
- Campagne de Pologne
- Guerre d'Hiver

Guerre germano-soviétique :
- 1941 : l'invasion de l'URSS

- Opération Barbarossa

Front nord : 
- Guerre de Continuation
- Opération Silberfuchs
- Siège de Léningrad

Front central : 
- 2e bataille de Brest-Litovsk
- Bataille de Białystok–Minsk
- 1re bataille de Smolensk
- Bataille de Kiev

Front sud : 
- Siège d'Odessa
- Campagne de Crimée

- 1941-1942 : la contre-offensive soviétique

Front nord : 
- Poche de Demiansk
- Poche de Kholm

Front central : 
- Bataille de Moscou

Front sud : 
- Seconde bataille de Kharkov

- 1942-1943 : de Fall Blau à la 3e bataille de Kharkov

Front nord : 
- Offensive de Siniavino
- Opération Iskra
- Bataille de Krasny Bor
- Opération Poliarnaïa Zvezda

Front central : 
- Opération Mars

Front sud : 
- Bataille du Caucase (opération Fall Blau)
- Bataille de Stalingrad
- Opération Uranus
- Opération Saturne
- Offensive d'Ostrogojsk-Rossoch
- Offensive de Voronej-Kastornoe
- Opération Gallop
- Opération Étoile
- Troisième bataille de Kharkov

- 1943-1944 : libération de l'Ukraine et de la Biélorussie

Front central : 
- 2e bataille de Smolensk
- Opération Bagration

Front sud : 
- Bataille de Koursk
- Bataille du Dniepr
- Offensive Dniepr-Carpates
- Offensive de Crimée
- Offensive de Lvov-Sandomir

- 1944-1945 : campagnes d'Europe centrale et d'Allemagne

Allemagne : 
- Offensive Vistule-Oder
- Offensive de Poméranie orientale
- Siège de Breslau
- Offensive de Prusse-Orientale
- Bataille de Königsberg
- Bataille de Seelow
- Bataille de Bautzen
- Bataille de Berlin
- Capitulation allemande

Front nord et Finlande : 
- Guerre de Laponie
- Offensive Leningrad-Novgorod
- Bataille de Narva

Europe orientale : 
- Opération Margarethe
- Insurrection de Varsovie
- Soulèvement national slovaque
- Opération Panzerfaust
- Bataille de Budapest
- Opération Frühlingserwachen
- Offensive de Vienne
- Insurrection de Prague
- Offensive de Prague
- Bataille de Slivice

Front d’Europe de l’Ouest

Campagnes d'Afrique, du Moyen-Orient et de Méditerranée

Bataille de l’Atlantique

Guerre du Pacifique

Guerre sino-japonaise

Théâtre américain
Opération Barbarossa (en allemand : Unternehmen Barbarossa) est le nom de code de l'invasion par le IIIe Reich de l'Union soviétique pendant la Seconde Guerre mondiale. Elle porte le nom de l'empereur Frédéric Barberousse, l'opération est déclenchée le 22 juin 1941. Elle ouvre le front de l'Est qui sera le plus grand théâtre d'opération de la Seconde Guerre mondiale.
Le 23 août 1939, l’Allemagne nazie et l’Union des Républiques Socialistes soviétique signent un traité de non-agression et de partage de l'Est de l'Europe. Cependant, le 21 juillet 1940, moins d’un an après, Adolf Hitler demande à son état-major de préparer un plan d’invasion de l’Union soviétique.
Les « justifications » du Reich de cette invasion sont pseudo-ethniques (opposition entre Germains et Slaves), stratégiques (conquête rapide du cœur économique russe, levier de la domination globale du continent eurasiatique), militaires (vaincre une puissance voisine disposant d'une importante armée et ainsi apparaître comme le vainqueur incontestable du second conflit mondial) et idéologiques (la mise en œuvre géopolitique des plans nazis pour abattre le communisme et pour conquérir un espace vital à l’est : le Lebensraum). L'État nazi estimait surtout que le conflit avec la Russie communiste était inévitable et que sa meilleure chance de l'emporter était d'attaquer l'Union soviétique avant que l'Armée rouge ait fini de se moderniser.
Confiant, Hitler déclenche l’opération Barbarossa un an exactement après la signature de l'armistice entre la France et le IIIe Reich.
L'opération Barbarossa est la plus grande invasion de l’histoire militaire en matière d’effectifs engagés et de pertes : près de quatre millions de soldats de l’Axe pénètrent en Union soviétique. En plus des troupes, l’opération Barbarossa a mobilisé 600 000 véhicules et 600 000 chevaux. Cette invasion marque aussi un tournant dans la guerre, jusqu’alors encore assez localisée et européenne. Elle va bientôt embraser le monde entier.
Comme en 1914 au début de la Première Guerre mondiale, l’Allemagne entend agir rapidement : le plan Barbarossa fixe à quatre mois le délai nécessaire à l’anéantissement militaire de l’Union soviétique. En pratique, l’opération Barbarossa dure de juin 1941 à janvier-février 1942, l’échec allemand de la bataille de Moscou mettant fin à la première phase des combats.
Les forces allemandes possèdent une supériorité initiale, elles sont mieux organisées, bien mieux commandées et disposent, du moins jusqu’à la gigantesque bataille de Koursk de juillet 1943, d’une incontestable supériorité tactique. Au déclenchement de l’opération, elles bénéficient de l’effet de surprise.
Les forces soviétiques sont tout d'abord contraintes de reculer et subissent des pertes très importantes tandis qu'une grande partie des industries stratégiques du pays parviennent à se replier loin du front, à l'est. Mais l’Armée rouge, décapitée par les Grandes Purges, dispose d’importantes réserves humaines et d’un avantage stratégique constitué par l'immensité du pays qui lui permet de reconstituer ses forces loin du front. Après le choc initial, l’éveil du patriotisme russe permettra à Staline de compter sur la troupe et le peuple pour sauver le régime en même temps que le pays. L'opération Barbarossa est ainsi le fait déclencheur de ce que les Soviétiques appellent la Grande Guerre patriotique, événement majeur de l'historiographie soviétique puis russe.
Barbarossa ouvre le plus important théâtre de la guerre terrestre en Europe, qui joue un rôle déterminant dans la défaite du Troisième Reich et au cours de laquelle ont lieu les plus importantes et sanglantes batailles terrestres de la Seconde Guerre mondiale.
Sur le plan humain, cette guerre est totale et d'une violence inouïe. Les conventions de Genève n’y sont pas respectées et les prisonniers, maltraités et affamés, connaissent des mortalités de masse tandis que les souffrances infligées aux populations civiles sont immenses. De 1941 à 1945, 80 % des pertes de la Wehrmacht sont subies sur le front russe. Par ailleurs, à l’arrière du front, dès les débuts de l'opération Barbarossa les SS et les Einsatzgruppen commencent à rafler et massacrer les Juifs, les communistes... ils massacrent ainsi un million de juifs et autant de civils slaves.
En ne laissant aux « sous-hommes », les « Untermenschen », que le choix entre la mort ou l’esclavage, le nazisme joua un rôle clé dans le sursaut patriotique des Soviétiques et dans le virage nationaliste du stalinisme. Il créa ainsi les conditions de sa propre destruction : moins de quatre ans plus tard, les Soviétiques envahissaient Berlin en ruines.

## Situation politique et diplomatique
La situation au printemps 1941 semble largement en faveur de l’Axe. La France a été vaincue en quelques semaines, le corps expéditionnaire britannique a été défait. Une partie majeure de l’Europe est occupée. À l’Est, Hitler a mis en place des régimes alliés de gré ou de force : Hongrie, Roumanie, Bulgarie, Slovaquie. Seule la Grande-Bretagne, dirigée par Winston Churchill résiste encore au Troisième Reich, grâce à son insularité et à son empire. Si l'obstination britannique ne constitue pas une menace militaire terrestre significative sur le continent européen, elle retient à l'Ouest (Europe et Libye) une cinquantaine de divisions de l'Axe, une partie importante de la Luftwaffe et la presque totalité de la Kriegsmarine, forces qui manqueront au Reich pour assener des coups décisifs à l'URSS. D'où les multiples tentatives hitlériennes de négocier une paix avec le Royaume-Uni, jusqu'à la mission de Rudolf Hess un mois avant le déclenchement de Barbarossa.
En 1941, Hitler connaît les risques d’attaquer l’Union soviétique, mais il sait aussi que l’Armée rouge est désorganisée et profondément affaiblie par les Grandes Purges staliniennes. Même si les États-Unis penchent de plus en plus du côté des Alliés, ils sont encore éloignés de la guerre et déterminés à rester neutres, d’autant que beaucoup de citoyens sont de souche allemande ou italienne. Invaincue, la Wehrmacht fait figure de première armée du monde en 1941. La situation semble donc favorable à la conquête du « Lebensraum » aux dépens de l’Union soviétique et au mépris du Pacte germano-soviétique de 1939 qui, comme les accords de Munich de 1938, ne sont pour les nazis que des « chiffons de papier » ; ce qui ne les empêche pas de signer un pacte de non-agression avec la Turquie le 18 juin 1941 pour sécuriser leur flanc sud et l’accès aux ressources pétrolières du Caucase.

### Motivations allemandes, justifications idéologiques et politiques
La volonté allemande d'écraser définitivement la Russie, adversaire oriental de l'Allemagne dans le cadre d'une guerre sur deux fronts, remonte à la Grande Guerre. Cette volonté est renforcée par la mise en place du régime communiste.
En effet, dans Mein Kampf, Hitler, qui n'est alors qu'un avatar[Quoi ?] parmi d'autres de la pensée de l'extrême droite allemande des années 1920, amalgame la figure du Juif et la représentation du bolchevik, entre autres dans la figure fantasmagorique du Judéo-Bolchevik qui représente, dans l'idéologie nazie du mal absolu, le Juif « nuisible » (schädling) à la Nation allemande. Cette conception, relayée par la propagande, est partagée par de nombreux officiers de la Reichswehr, puis de la Wehrmacht : des documents internes de cette institution propagent cette conception chez les officiers, qui perçoivent les territoires occupés de l'URSS à travers ces prismes. Cette propagande touche non seulement les officiers, mais aussi les soldats engagés dans les opérations de 1941, qui endurent à partir de 1943 défaites et retraites sans cesser de se battre. Elle est en outre instillée dès les années 1930 dans la police allemande placée sous le contrôle de Himmler à partir de 1936 ; cet arrière-plan idéologique fournit la préparation psychologique des policiers ayant participé aux tueries de 1941.
En outre, la défense de la civilisation contre le « déluge moscovite-asiatique » joue un rôle non négligeable dans les motivations des soldats : il s'agit pour eux de reprendre le combat des Germains contre les Slaves, arriérés ; relayés par la propagande, ces stéréotypes sont fermement ancrés dans les représentations des soldats et des officiers envoyés sur le front de l'Est : aux officiers qui s'offusquent de la brutalité des ordres reçus, Keitel répond que dans cette guerre « la conception militaire d'une guerre chevaleresque » n'entre pas en ligne de compte, puisqu'il s'agit de « détruire une conception du monde (Weltanschauung) ». En effet, pour Hitler, mais peut-être davantage encore pour Himmler, la guerre à l'Est constitue la continuation du conflit qui oppose l'Occident au « principe asiatique » : en décembre 1941, Himmler, dans un discours à ses troupes, établit un lien entre les diverses invasions, hunniques, mongoles et la prétendue invasion bolchevique de l'Europe, la plus dangereuse de toutes les menaces, reprenant ainsi des thèses développées dans les années 1930 par Fritz Schachermeyr et Fritz Taeger. Ainsi selon l'historien Johann Chapoutot, aux yeux des théoriciens et des acteurs du nazisme, l'invasion de l'Union soviétique plonge ainsi ses racines dans la plus haute Antiquité, puisqu'il s'agirait, selon ces intellectuels, du combat final entre l'Occident, représenté par le Reich, et l'Orient, qui a pris la forme du marxisme soviétique, combat qui mettrait fin à six mille ans de guerre raciale. Dans cette perspective, Staline est représenté en nouvel Hannibal, repoussoir phénicien aux yeux de Goebbels, menaçant la civilisation occidentale, jusque tard dans le conflit.
Enfin, réparer l'humiliation de la défaite non reconnue de la Première Guerre mondiale face à l'alliance russo-franco-britannique de 1914 est aussi une motivation importante : en effet, sur le front russe, l'Allemagne et ses alliés ont signé une paix de victoire à Brest-Litovsk en mars 1918, mais ont dû évacuer les territoires qu'ils occupaient à l'hiver 1918-1919. Ainsi, pour les militaires de haut rang, qui ont tous fait la Grande Guerre, comme pour les décideurs nazis, la défaite de 1918 ne peut être que la conséquence du coup de poignard dans le dos donné par les socialistes allemands, marxistes donc nécessairement juifs, et la guerre à l'Est venge donc 1918-1919. Un certain nombre de théoriciens nazis font, précocement dans l'histoire du NSDAP, l'assimilation entre marxistes et Juifs, mais ne font alors que reprendre des stéréotypes largement diffusés, sinon dans la société, au moins dans les cercles conservateurs où se recrutent les officiers généraux de la Wehrmacht.
Ainsi est fait le lien, dans l'imaginaire nazi, entre la figure du Juif, le communisme et le Slave ; cet imaginaire est à l’œuvre dans la propagande allemande depuis 1933. Le refus de la Grande-Bretagne de mettre fin à la guerre après la défaite de la France conduit aussi Hitler à voir dans le maintien d'une URSS puissante, dans le dos de l'Allemagne, le dernier espoir des dirigeants britanniques ; l'élimination de ce facteur permettra donc d'amener la Grande-Bretagne à résipiscence ; de ce fait, l'hégémonie allemande sur l'Europe sera indiscutée et l'allié japonais en sera renforcé face aux États-Unis.
Dès le 22 juin, les propagandistes allemands développent le thème de la nécessaire lutte contre les bolcheviks, qui, alliés aux Juifs, seraient responsables de la misère que connaît le peuple russe. Jusqu'au dernier jour du conflit, la propagande allemande exploite le thème du judéo-bolchevisme jusqu'à la corde.

#### Objectifs territoriaux et projets nazis
Les vastes espaces de l'Union soviétique sont destinés, dans la direction tracée autrefois par les chevaliers Teutoniques, à devenir le Lebensraum, l'espace vital allemand, une fois débarrassé de ses populations. Les populations urbaines doivent être exterminées par la famine, les populations rurales sont destinées à constituer la main-d’œuvre servile pour fournir des surplus alimentaires destinés à l'Allemagne et à la colonisation aryenne.
Dès la fin de l'année 1940, les rapports des services de renseignements soviétiques fourmillent d'indications sur les objectifs territoriaux nazis. Ainsi, en février 1941, le directeur de ces services est en mesure de fournir à Staline la nature des objectifs territoriaux allemands dans la guerre, alors en préparation, qui se dessinent à l'Est : création d'entités étatiques sensibles aux intérêts du Reich de la Baltique à la mer Noire et contrôle direct des régions industrielles, ce qui explique la priorité donnée à la conquête et au contrôle des bassins industriels ukrainiens. La limite de l'avancée allemande serait l'Oural, au-delà de laquelle les Soviétiques seraient repoussés. Toutes les informations rapportées dans les rapports soviétiques, collectées par des informateurs auprès d'officiers allemands parfois exceptionnellement détendus confirment l'importance des objectifs territoriaux assignés aux troupes qui se préparent à attaquer l'URSS et l'ampleur des moyens pour parvenir à cet objectif.
De plus, les préparatifs de Barbarossa redonnent de l'influence à Alfred Rosenberg, le rédacteur du Völkischer Beobachter. En effet, natif de Reval, celui-ci, au printemps 1941, joue un rôle non négligeable dans les discussions autour des projets de recomposition territoriale et raciale des zones conquises, discussions dont le Generalplan Ost constitue l'aboutissement : il propose un redécoupage des territoires en quatre Reichskommissariat, l'Ostland comprenant les pays baltes et la Biélorussie, celui d'Ukraine, le Kaukasus avec la zone autour des monts du Caucase et celui de Moskowien pour le reste de la Russie européenne. Il esquisse des politiques de court terme différentes dans chacune de ces circonscriptions : en Ukraine, il propose la création de ghettos, sur le modèle du ghetto de Łódź et la création de colonies de travail, l'Ostland doit être germanisé sans ménagement ; il ne s'étend pas sur les commissariats de Moscovie et du Caucase, mais fait parvenir aux futurs commissaires du Reich des directives dans lesquelles il insiste sur la nécessité d'une exploitation très sévère, y compris des mesures organisant une famine de masse dans les territoires placés sous leur juridiction.
Dans le même ordre d'idées, les planificateurs économiques de la guerre à l'Est proposent une exploitation sans merci des espaces conquis, en créant deux zones distinctes de production agricole, étanches du point de vue économique : une « zone déficitaire » (Zuschusszone), appelée « zone forestière » (Waldbauzone) ou « aire de famine » (Hungergebiet), centrée autour de Moscou et Léningrad, dont la population est promise à la mort, et une « zone de surplus » (Überschusszone), appelée « zone de terres noires » (Schwarzerderzone), comprenant l'Ukraine et le Caucase, dont la population peut espérer, en raison de son utilité dans la production de matières premières agricoles, survivre.
De même, Himmler voit la guerre à l'Est comme un moyen de recomposer la carte ethnique de l'Est de l'Europe au profit de l'Allemagne, en créant des colonies de peuplement dans les territoires nouvellement conquis. En effet, les concepteurs des plans, qui se succèdent à ce sujet au printemps 1941, prévoient l'expulsion des Slaves en grand nombre, entre 30 et 50 millions, vers la Sibérie.

#### Hitler et le Parti dans la phase de préparation deBarbarossa
Du fait de son caractère éminemment politique, l'opération est principalement une création de Hitler. L'état-major de la Wehrmacht est alors réticent car il craint de devoir combattre sur deux fronts simultanément : un front terrestre contre l'URSS, un front maritime et aérien contre la Grande-Bretagne. Mais le Führer, auréolé du prestige des victoires fulgurantes en Pologne et surtout en France, croit en son génie politique et militaire et refuse de leur prêter l'oreille. Opposé, lui aussi, par principe, à la division de ses forces sur deux fronts qui fut, à ses yeux, la grande erreur du Reich lors de la Première Guerre mondiale, il finit par se convaincre lui-même que le Royaume-Uni est à bout de souffle et demandera la paix une fois l'Union soviétique vaincue et démantelée, car il ne veut pas différer plus longtemps sa grande conquête à l'Est. Il surestime ses forces, prenant en compte ses victoires éclair contre la Pologne puis la France, et sous-estime celles de la Russie soviétique, du fait des piètres résultats et des fortes pertes essuyées par l'Armée rouge au cours de la guerre d'Hiver contre la Finlande : 125 000 soldats soviétiques y périrent contre 48 000 hommes pour l'armée finlandaise. La préparation de l'armée allemande souffre donc de plusieurs carences qui se révèlent fatales à terme pour la réalisation des objectifs.
Mais cette phase de préparation voit également la mise en place de quartiers généraux pour Hitler et ses fidèles directement impliqués dans la guerre à l'Est : le quartier général de Rastenburg, aménagé dans une zone de forêts en Prusse-Orientale, est occupé par Hitler le 23 juin : il comprend à la fois des maisons en bois et des bunkers en béton, reliés par des routes et des voies ferrées. C'est sur ce modèle que Himmler fait bâtir son propre quartier général à Angerburg, à trente kilomètres de Rastenburg. À cet endroit, il reçoit le résumé des rapports quotidiens des Einsatzgruppen, par l'entremise du siège central du RSHA.

#### La préparation opérationnelle

##### Plans élaborés dès 1940
La première apparition de plans qualifiant explicitement une invasion de l’URSS (opération Fritz, qui deviendra Barbarossa), remonte à une initiative personnelle de Franz Halder (alors à la tête de l’OKH) en juin et juillet 1940 qui donne comme résultat le “Plan Halder” très simple visant à foncer sur Moscou via la Pologne puis tourner vers l’Ukraine et le Donbass. Le 22 juillet il reçoit l’ordre de concevoir des plans plus aboutis de la part de Walther von Brauchitsch (chef de la Heer) qui en avait lui-même reçu l’instruction de la bouche d’Hitler la veille. Halder demande le 29 juillet à Erich Marks de concevoir des plans d’invasion de l’URSS indépendamment des travaux de l‘OKH qu’il va rendre le 1er août dans sa première version et le 5 août dans sa version finale et nommé "Plan Marks". En parallèle, l’OKW mène des travaux de recherche sur l’invasion de l’URSS ce qui va aboutir au "Plan Lossberg". Tous ces projets vont amener à une concertation menant aux plans finaux de Barbarossa.
La première mention officielle d'une invasion de la Russie soviétique apparaît dans la directive no 21 du Führer, mise en circulation restreinte fin 1940. « Les armées allemandes », précisait la directive, « doivent être prêtes, avant même la conclusion de la guerre contre l'Angleterre, à écraser la Russie soviétique à la faveur d'une rapide campagne ». Cette directive s'appuie sur un ordre de Hitler qui ordonne, dès le 31 juillet 1940, la préparation d'une action offensive de grande envergure contre l'Union soviétique. Elle indique déjà la date de l'invasion : le 15 mai 1941. Dès ce document, le plan de conquête et les objectifs à atteindre sont tracés, avec la séparation en deux du champ de bataille : le Nord et le Sud des marais du Pripiat. Les deux groupes d'armées au Nord doivent dans un premier temps détruire le maximum de forces soviétiques en appliquant les tactiques de la Blitzkrieg, puis prendre d'abord Leningrad et son port de guerre de Kronstadt, et seulement ensuite la capitale Moscou. Le groupe Sud, lui, doit progresser vers Kiev, son flanc droit étant couvert par l'armée roumaine et quelques divisions allemandes. Par la suite, les opérations au Sud ont pour objectif l'occupation du bassin du Donets (et au-delà le pétrole du Caucase). Le plan préparé par Hitler est axé sur la destruction des forces soviétiques sur la frontière grâce à des encerclements réalisés à toute vitesse par des unités blindées et à la capture des grands centres économiques. Il rencontre une certaine défiance de la part d'une partie de l'état-major de la Wehrmacht, davantage attaché à des stratégies plus conventionnelles, où la capture de la capitale politique, objectif symbolique, est prédominante. Même si Hitler considère ces préoccupations d'un autre temps, il va concéder la poursuite simultanée des objectifs que sont Moscou et Léningrad. Lors de la mise en œuvre de ce plan, le groupe Nord sera incapable de prendre Léningrad seul, en dépit de sa supériorité en effectifs et en artillerie sur la faible garnison qui protège la ville et décidera de l'affamer.

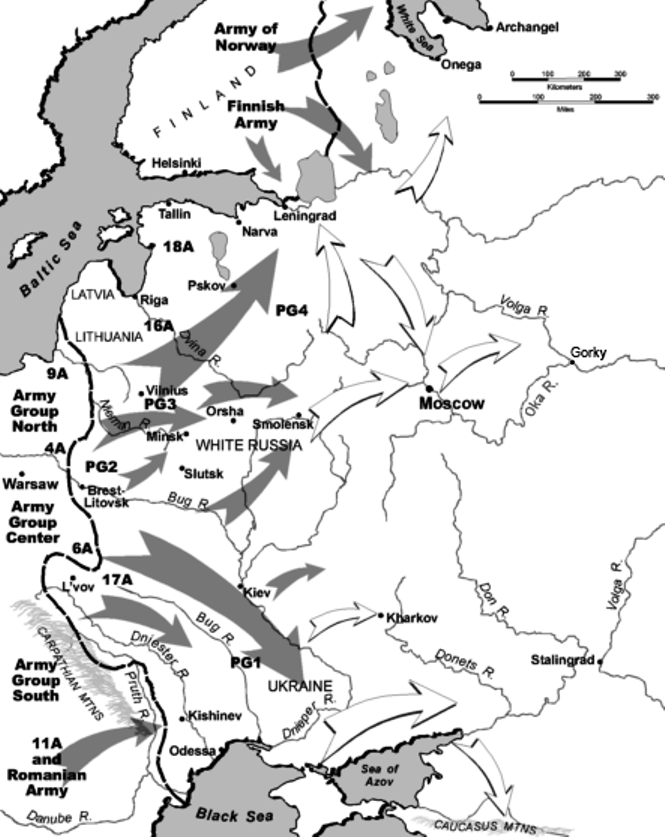
Plan d'origine des Allemands.

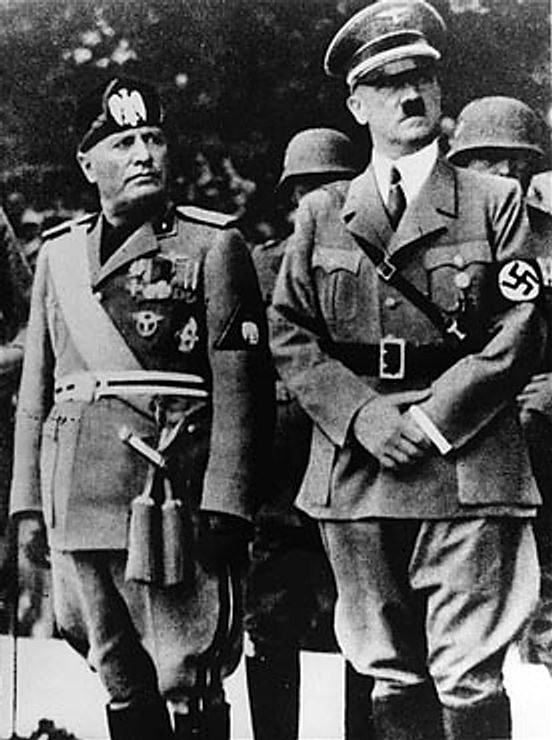
Benito Mussolini et Adolf Hitler.

Hitler décide que le premier but à atteindre est l'anéantissement de l'Armée rouge le plus tôt possible, pour l'empêcher de se replier et d'appliquer la politique russe traditionnelle de défense devant toute invasion majeure : la terre brûlée. Pour ce faire, la Wehrmacht doit encercler, chaque fois qu'il sera possible, des portions importantes des forces soviétiques pour les anéantir.
Le plan adopté est une sorte de mélange des deux stratégies. Il prévoit une attaque sur trois axes, avec du Nord au Sud :
- une poussée vers Léningrad, à travers les pays baltes, menée par les 16e et 18e armées, ainsi que le 4e groupe blindé, regroupés dans le groupe d'armées Nord commandé par le maréchal Wilhelm von Leeb et appuyés par la 1re flotte aérienne du général Alfred Keller ;
- l'attaque principale menée par le groupe d'armées Centre, commandé par le maréchal Fedor von Bock, et comprenant les 2e et 4e armées, ainsi que les 2e et 3e groupes blindés, le tout étant soutenu par la 2e flotte aérienne du général Albert Kesselring. L'objectif de ce groupe est Moscou, mais grâce à sa position centrale, il doit appuyer les deux autres mouvements et s'attacher à anéantir le maximum d'unités soviétiques ;
- le groupe d'armées Sud, commandé par le maréchal Gerd von Rundstedt et comprenant les 6e, 11e et 17e armées ainsi que le 1er groupe blindé, appuyé par la 4e flotte aérienne du général Alexander Löhr. Il doit bénéficier de plus, dès leur entrée en guerre, de l'appui non négligeable des 3e et 4e armées roumaines. Il a pour objectifs premiers la ville de Kiev, le port d'Odessa, puis les grandes villes industrielles de Kharkov, Dniepropetrovsk et Donetsk. Ses objectifs finaux étant les ports de Sébastopol en Crimée, Rostov-sur-le-Don et la grande ville de Stalingrad, clé du contrôle de la Volga.

L'objectif final de la campagne est d'établir, avant l'hiver, un front qui partant de Léningrad suivrait le cours de la Volga, jusqu’à son embouchure. D'ici là, l'Allemagne compte sur une destruction complète de l'Armée rouge, car les effectifs engagés seront incapables de mener les tâches d'occupation du pays conquis et la tenue de ce gigantesque front, long de plusieurs milliers de kilomètres. Le 12 août 1941, le maréchal Wilhelm Keitel, chef de l'Oberkommando de la Wehrmacht, indique dans sa directive 34a le principal objectif opérationnel de l'offensive : « L'objet des opérations doit être de priver l'ennemi, avant la venue de l'hiver, de son gouvernement, de son armement et de son centre de communications dans la région de Moscou, et de l'empêcher ainsi de reconstituer ses forces et de faire fonctionner de façon ordonnée ses organes de gouvernement ».
Cependant, devant les problèmes soulevés par la logistique de l'armée en campagne dans les plaines russes, les planificateurs militaires allemands improvisent des solutions qui, en dépit de leur efficacité, aboutissent à limiter l'action des unités déployées contre l'Union soviétique à une distance de 500 km de leurs bases de départ. De même, l'approvisionnement par chemin de fer est compliqué par les sabotages méthodiquement opérés par l'Armée rouge en retraite (et par les partisans russes cachés dans les immenses forêts de Russie)[réf. souhaitée], tandis que l'écartement des voies de chemin de fer soviétique complexifie l'exploitation du réseau par la Wehrmacht.
Initialement fixée au 15 mai 1941, l'invasion est finalement reportée au 22 juin afin de terminer les opérations de conquête de la Grèce et de la Yougoslavie, rendues nécessaires, dans l'esprit de Hitler, par le putsch de Belgrade de mars 1941 (à la suite des déboires de Mussolini en Grèce).

##### Déploiements de troupes et derniers préparatifs
Déployer plus de deux millions de soldats le long de la frontière est une action de longue haleine.
Dès le mois de juillet 1940, les services de renseignement soviétiques prennent conscience de l'ampleur des déploiements de troupes allemandes le long de leur frontière occidentale.
Dans les dernières semaines précédant le déclenchement de l'opération, des concentrations de troupes allemandes sont repérées par les services de Beria : au mois de juin, les agents de ces services en poste en Ukraine et dans les pays baltes informent le gouvernement soviétique non seulement des concentrations de troupes allemandes, mais aussi de l'effet de ces concentrations de troupes sur les transports ferroviaires : le renseignement soviétique dresse au fur et à mesure des mois précédant le conflit non seulement l'inventaire des unités de plus en plus nombreuses cantonnées sur la frontière occidentale de l'Union soviétique, mais aussi la cartographie de leur déploiement et de l'implantation de leur commandement. Les agents soviétiques comptent, le 9 juin 1941, par exemple, le nombre de convois militaires transitant par Königsberg en direction de l'Est : sur dix-sept trains, douze assuraient le transport d'unités mécanisées, trois le transport de chars d'assaut, un le transport d'artillerie de campagne, et un train de matériel médical ; de même, en Roumanie, des unités sont acheminées par train au plus près de la frontière soviétique. Un agent soviétique de retour en URSS, empruntant le train depuis Varsovie, note la présence de nombreuses unités cantonnées dans les forêts à proximité de la frontière et des convois de camions d'une longueur importante.
Dans les semaines précédant l'invasion, le réseau de communications est remis en état : les routes stratégiques sont réparées et pavées, le réseau ferroviaire, dans les parties de la Pologne anciennement russe occupées par le Reich, adapté pour l'écartement du matériel allemand et les ponts gardés par des unités d'artillerie légère. Dans le même temps, des aérodromes sont aménagés, des dépôts d'essence et de munitions sont mis en place à proximité de la frontière.
De plus, au cours du printemps 1941, la Luftwaffe multiplie les vols de reconnaissance sur le territoire soviétique : le 21 juin, l'ambassadeur allemand, Schulenburg, est convoqué par Molotov qui se plaint de la quantité des vols de reconnaissance allemands violant l'espace aérien soviétique, 180 depuis le début du mois d'avril, selon la note de l'ambassade soviétique remise au ministère allemand des Affaires étrangères. Aux mois de mai et juin, dans les jours précédant l'invasion, ces vols de reconnaissance se font de plus en plus nombreux et comptent à leur bord des officiers supérieurs : le NKVD en dénombre 91, soit autant que dans les six mois précédents. Au cours du mois de juin 1941, Göring, chef de la Luftwaffe, reçoit l'ordre de transférer les quartiers généraux des flottes aériennes allemandes (Luftflotten) en Roumanie, et, ainsi, de quitter Berlin ; dans le même temps, la deuxième ligne de la Luftwaffe, sorte de réserve opérationnelle, est transférée vers l'Est, alors qu'elle se trouvait jusqu'alors en France et dans l'Ouest du Reich, tandis que son état-major est transféré à Poznań.

##### Consignes et ordres donnés aux commandants
Dès ses prémices, la préparation opérationnelle est doublée de la préparation d'un certain nombre de consignes distribuées à l'ensemble des commandants de corps engagés dans les opérations militaires. Ces consignes font l'objet de discussions entre le haut-commandement et la SS durant tout le printemps 1941. En effet, le 3 mars 1941, Jodl rencontre Hitler pour lui faire état des propositions des militaires relatives à l'occupation de larges portions du territoire soviétique. Ces propositions sont débattues entre les intéressés durant tout le printemps.
Tout d'abord, toutes les décisions prises sont rassemblées dans un ordre de Jodl qui suit sa discussion avec Hitler le 3 mars 1941 :
- la zone de compétence de l'armée doit être la moins profonde possible, avec le moins possible de cadres administratifs militaires ;
- les tribunaux militaires sont incompétents pour juger les partisans capturés, compétence qui relève du ressort de la SS ; celle-ci dispose en outre de la liberté d'action dans les zones de combat ;
- les territoires occupés à l'Est seront placés sous l'autorité du Reichsführer SS, qui dispose d'une totale autonomie d'action ;
- non seulement les Juifs, mais aussi les commissaires et les fonctionnaires du parti, doivent être exterminés[39].

Le 30 mars 1941, à l'OKW, Hitler présente aux généraux qui seront responsables du front certaines consignes qui seront données aux troupes : il propose aux officiers présents de mener une guerre d'extermination contre l'URSS, dont les cadres sont considérés comme des « criminels asociaux », et contre le bolchevisme désintégrateur, dont le Juif est la figure de proue. Dans les deux mois précédant l'invasion, d'autres directives autorisent les exécutions de représailles de grande ampleur, accordent de fait l'impunité aux soldats auteurs d'exactions contre les civils, justifient les exécutions des commissaires.
Enfin, les directives distribuées au niveau divisionnaire indiquent de manière explicite le sort réservé aux Juifs et fournissent le cadre légal et inflexible du comportement des troupes allemandes à l'Est.
La guerre à l'Est est donc bien présentée comme une guerre idéologique totale contre le judéo-bolchevisme, contre une sous-humanité (Untermenschentum) ; dans ce contexte, ces ordres impitoyables tendent tous à extirper le « bolchevisme juif ». Mais ces ordres demeurent flous, sujets à interprétations par les soldats et les officiers qui sont appelés à les exécuter.

#### Préparatifs économiques de l'invasion
Dans ses propos au début de l'année 1941, Hitler développe également un argumentaire économique de justification de l'invasion, mettant en exergue les immenses richesses de la Russie d'Europe, que le Reich pourrait utiliser dans des conflits à l'échelle continentale. L'exploitation de ces richesses est confiée à une administration dépendante du Plan de quatre ans, dirigée par Göring, qui doit, dès les premiers jours de l'occupation, assurer l'approvisionnement de l'armée en nourriture, donner au Reich des moyens alimentaires supplémentaires et remettre en marche l'appareil productif des régions occupées. Ainsi, en février, est mise en place la Wirtschaftsorganisation Ost (de) (Organisation économique pour l'Est), en abrégé WO Ost, administration comptant 20 000 fonctionnaires. Cette administration compte des représentants au sein de chaque groupe d'armées, réunis dans un service spécifique.
Les besoins de l'armée en vue de la conquête sont établis à partir d’août 1940, puis largement couverts par le programme qui en découle. Ainsi, dans le cadre du plan Rütungsprogramm B, la Wehrmacht doit se doter d'une puissance de feu considérablement augmentée par rapport à celle déployée en 1940 : ainsi, le nombre de Panzerdivisionen est multiplié par deux, tandis que la dotation en obusiers de campagne des divisions d'infanterie est augmentée de façon significative.
Les arguments développés par Hitler ne laissent pas insensibles les responsables militaires : anticipant une victoire rapide, Halder inclut Bakou et les champs pétrolifères de la mer Caspienne.
Des conférences sont organisées dans le courant de mai 1941 entre les chefs des services économiques de l'OKW, les représentants des ministères économiques et la Wo Ost. Dans le même temps, le secrétaire d'État à l'agriculture Herbert Backe propose une politique de réduction par la famine, conséquence de la priorité accordée aux prélèvements allemands, et par l'exil en Sibérie des populations urbaines du Nord de la Russie d'Europe (régions de Moscou), et la mise en place de deux zones de production de denrées alimentaires ; est étudiée la partition du territoire à conquérir en zones géographiques étanches d'un point de vue alimentaire : une zone Nord déficitaire et une zone Sud excédentaire. Les deux zones sont définies au moyen d'instruments géométriques et non en fonction des réalités de la topographie ou des besoins de la population. Promise à la famine, la zone Nord (ou zone forestière) doit être livrée à elle-même, les productions ne devant avoir qu'un seul client, la Wehrmacht. La zone Sud, par contre, est destinée à l'exploitation économique : les structures de production soviétiques doivent rester en place et leur production être en partie réservée aux producteurs, si cela maintient leurs capacités productives.
De plus, la guerre à l'Est doit autant que possible ménager le contribuable allemand, selon une note des services de Göring, et se faire à coût réduit pour le Reich : les bénéfices tirés de l'exploitation des territoires à conquérir doivent être utilisés pour rembourser les dettes de guerre, générées par leur conquête.
Enfin, à cette préparation économique est adjoint un volet bancaire, dans lequel la Reichsbank joue un rôle essentiel. En effet, au début du mois de juin 1941, sont organisées des caisses de crédit motorisées de la Reichsbank, créditée dans un premier temps de la somme totale de 1,5 milliard de marks de campagne, émis pour l'occasion par la Reichsbank à la demande de la Wehrmacht à partir du 12 juin 1941. Ces marks de campagne doivent constituer dans les zones envahies la seule monnaie ayant cours légal au fur et à mesure de l'avance des troupes allemandes, les autres pièces étant confisquées par les agents de ces caisses de campagne motorisées. Dans le même temps, les responsables de la Reichsbank, qui mettent au point les modalités de la circulation monétaire dans les territoires occupés, planifient la reprise par les entreprises allemandes des unités de production soviétiques : une politique de prêts, destinée à accélérer la remise en marche de ces industries, est ainsi définie : les prêts sont octroyés directement et en l'absence de toute garantie, contrairement aux usages.
L'ensemble des préparatifs économiques du Reich et de ses alliés, en vue de l'invasion de l'URSS, n'échappe ni aux diplomates ni aux agents de renseignements soviétiques : en effet, au cours du printemps 1941, les responsables soviétiques sont parfaitement informés de l'ensemble des paramètres industriels de l'invasion. Ainsi, le NKGB renseigne-t-il sur la nature des productions de guerre : bombardiers tactiques et projets de bombardiers stratégiques, chars d'assaut.

### La réalité de la préparation soviétique

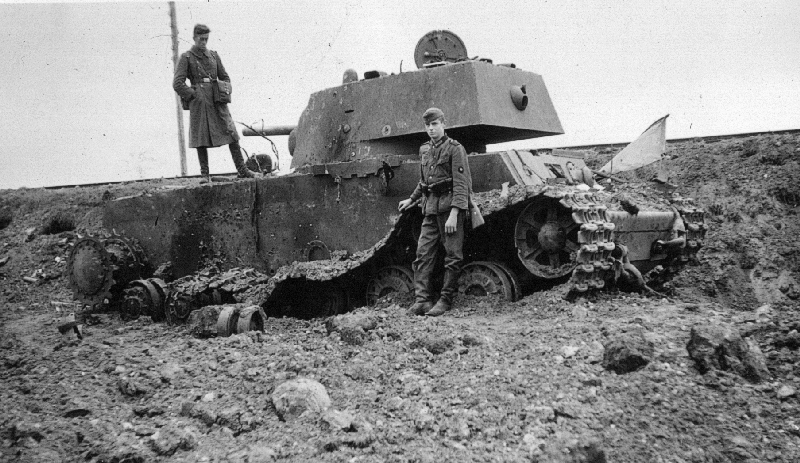
Char lourd KV-1 soviétique détruit près de Kaunas en juin 1941.

L'inéluctabilité d'une guerre avec une Allemagne nazie qui considère l'URSS comme son « espace vital » (en allemand Lebensraum) ne fait guère de doutes en URSS. Les dégâts provoqués par la « Grande Terreur » de 1937-1938 avaient fortement nui au domaine du commandement militaire : en automne 1938, Staline constatait avec effroi que l’armée soviétique n’était pas prête à livrer une guerre avant la fin de 1942, car la majorité des officiers et des commissaires politiques expérimentés avaient été tués. Avant l’opération Barbarossa, Staline mène des discussions avec sa garde rapprochée qui était devenue plus dépendante et loyale que jamais. Il savait que l’Union soviétique n’était pas prête à engager une guerre, vu ses « forces armées réduites et particulièrement mal préparées », mais il avait décidé de faire des affaires étrangères sa priorité. Les Soviétiques cherchèrent à briser leur isolement international qui avait suivi la révolution bolchevique de 1917, et l’amélioration des relations avec l’Allemagne était leur objectif principal. Après le traité de Rapallo de 1922, les deux grandes puissances coopéraient économiquement et militairement, jusqu’à l’arrivée de Hitler au pouvoir. Bien qu’à la fin des années 1920, le traité n’était plus autant effectif (l’Allemagne avait amélioré ses relations avec les démocraties occidentales telles que la France et la Grande-Bretagne lors du traité de Locarno), les deux pays continuèrent leur coopération militaire. Après l’arrivée de Hitler au pouvoir, l’URSS ressent de plus en plus son isolement international : les pays occidentaux cèdent tous un à un à l’expansionnisme du chancelier allemand en 1938. Staline sent davantage la guerre approcher et il sait qu’en plus d’avoir une armée peu effective, il ne peut attendre aucune aide de l’Ouest. Alors que l’URSS venait de conclure un triple pacte avec la France et la Grande-Bretagne, qui visait à assurer la sécurité des trois puissances contre une invasion allemande imminente, Staline effectue un coup de bluff inattendu : le 23 août 1939, le pacte Hitler-Staline s’apprête à chambouler toute la diplomatie internationale. Peu avant la signature du pacte, l'URSS rappelle ainsi à l'Allemagne qu'elle « n'a pas oublié ce que Hitler a écrit dans son livre Mein Kampf ». Le Pacte germano-soviétique, Staline et Hitler l’avaient prévu depuis un moment. Les relations économiques des deux puissances s’étaient poursuivies, et les deux avaient trouvé des avantages à cet acte d’alliance : d’une part, l’Allemagne se protégeait contre l’attaque de la Pologne qui se faisait imminente et évitait également la « grande coalition » qui se préparait contre elle. D’autre part, l’URSS s’assurait des avantages économiques vitaux pour développer son armée affaiblie. Mais les ressources économiques dont profitait l’URSS, Hitler les voulait et il était prêt à tout pour s’en emparer, même si « tout » signifiait briser le pacte conclu avec Staline.

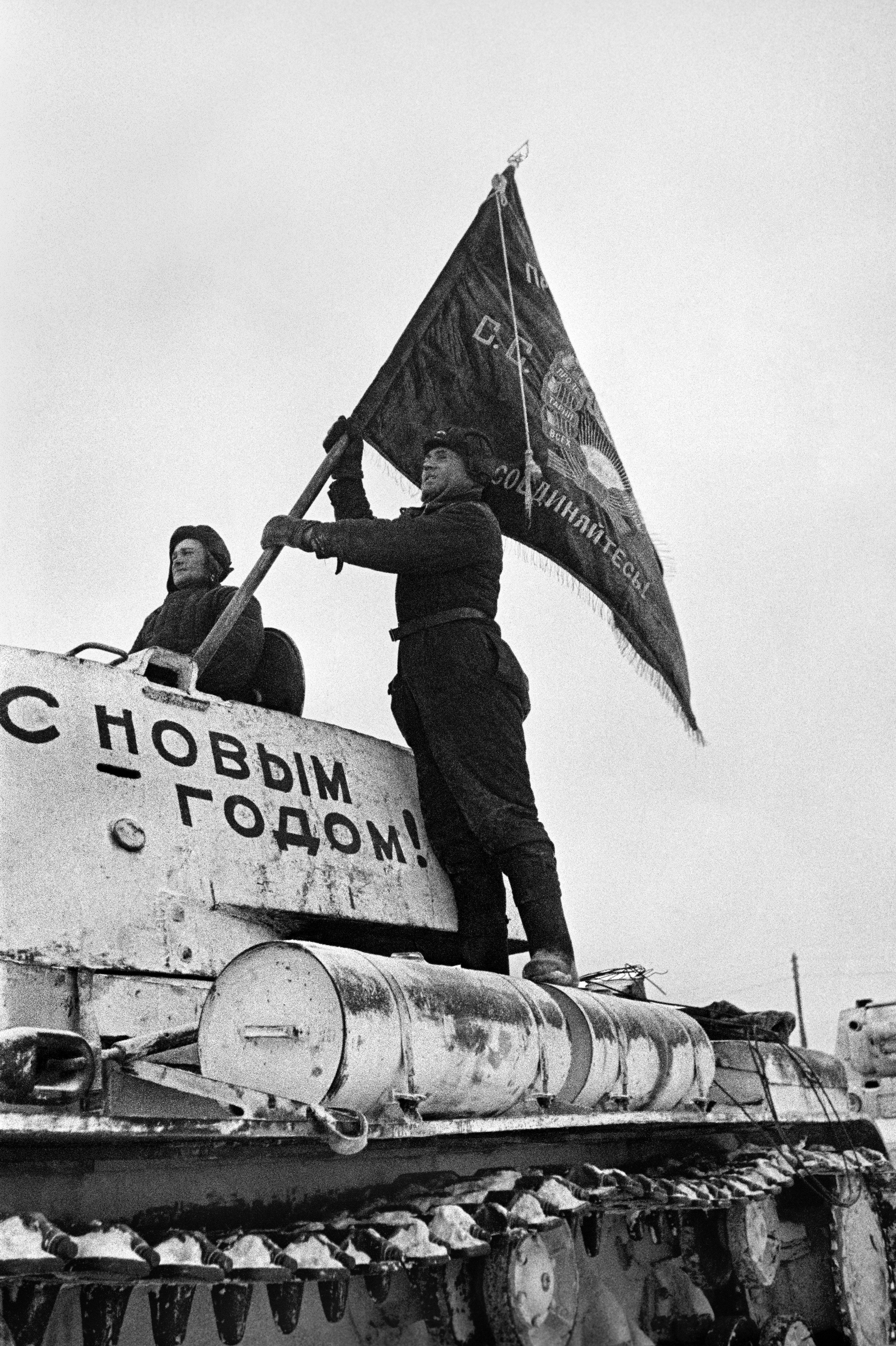
Chef de char,
photo d'Alexandre Kapoustianski (1941).

Il pense d’abord que garder les liens commerciaux avec l’URSS serait à son avantage et décida alors de retarder l’opération Barbarossa. Mais par la suite, sa stratégie prend une tout autre tournure ; Staline reçoit, le 6 mai 1941, par l’un de ses espions, Richard Sorge, une information sur les intentions de Hitler ; celui-ci était résolu à vaincre l’URSS et s’emparer des ressources économiques. Cette information fut surprenante pour le gouvernement soviétique, étant donné que Hitler avait affirmé fin avril 1941 qu’il ne prévoyait pas d’attaque contre son allié. Staline, ne voulant toujours pas se rendre à l’évidence et se fier aux mises en garde de plusieurs de ses proches et espions, garde sa politique de non-provocation, persuadé que l’Allemagne ne prendrait pas l’initiative de provoquer son pays. Or, le 10 mai, Rudolf Hess est emprisonné en Grande-Bretagne : la méfiance est alors renforcée chez Staline. Le chef soviétique devient sûr d’une chose : les Anglais ne sont pas fiables et il tâchera ainsi de prendre tous les rapports de Londres pour de la désinformation. Après la défaite de la France, les dirigeants soviétiques s'inquiètent d’une forte possibilité de négociations entre la Grande-Bretagne et l’Allemagne. Si leur hypothèse s’avère, l’Allemagne ne perdrait pas de temps pour attaquer l’URSS. Cependant, l’Armée rouge est loin d’être prête pour cet affrontement : les chiffres du plan de mobilisation de l’URSS furent nettement exagérés par rapport aux chiffres réels. En effet, le plan comptait 8 700 000 hommes répartis en plus de 300 divisions pleinement équipées, dont 60 divisions blindées et 30 autres motorisées, ainsi qu’une force aérienne de quelque 14 000 avions ». Les objectifs du plan devaient être atteints en fin 1941, or, il aurait fallu attendre 1943 pour que tout soit réellement prêt. La stratégie de Staline était donc de gagner six mois avant de combattre, et afin de gagner plus de temps encore, il fit une offre de cinq millions de tonnes de céréales à l’Allemagne, une offre qui n’eut aucun effet sur Hitler, qui refusa d’ailleurs cette dernière. Staline décida alors de changer le fonctionnement de son armée, bien qu’il n’eût que peu d’expérience dans le domaine militaire ; il voulut faire progresser l’Armée rouge vers une « armée moderne », passer donc de la défensive à l’offensive. Mais ce discours sur les forces armées soviétiques semblait avoir pour seul objectif de soutenir le moral et l’assurance de son armée, plutôt qu’un réel changement stratégique pour l’avenir. Ce discours prit d’ailleurs différentes tournures à l’étranger, où l’on percevait dans les paroles de Staline une forme d’« attaque préventive contre l’Allemagne » ou encore de la propagation de désinformation. Le 15 mai, Timochenko et Joukov amènent une proposition à Staline, qui consistait en « une grande attaque préventive pour devancer l’ennemi » avant que ce dernier ne soit prêt. Le plan sera rejeté par Staline, celui-ci ayant bien compris que cette stratégie était irréaliste et vouée à l’échec, étant donné que l’Armée rouge n’était pas assez importante pour une telle attaque. Les services secrets de l’Union soviétique envoient davantage de rapports à Moscou afin de prévenir Staline de l’attaque imminente des Allemands. De plus en plus de précisions sur la date exacte et l’emplacement des troupes allemandes sont données par ses informateurs, mais Staline restait persuadé que tous ces communiqués n'étaient fondés que sur des rumeurs. Il rejeta donc chaque proposition de mise en place de la défense soviétique, ne voulant pas provoquer l’Allemagne. Le 13 juin, Timochenko et Joukov prennent tout de même la décision de rapprocher le QG du commandement et un certain nombre de divisions vers les frontières, tout cela dans le plus grand secret. Le 21 juin, Staline ignore toujours les avertissements au sujet de l’attaque allemande et est prêt à demander la peine de mort pour tous ceux qui s’efforceront d’insister dans ce sens. Cependant le 21 juin à midi, Staline téléphone au général Tiulenev commandant de la défense antiaérienne de Moscou et lui demande de mettre en alerte 70% des troupes de DCA de la capitale soviétique.
Ce même jour à 20 heures, un ancien communiste annonce, à une frontière d’Ukraine, l’attaque de Hitler pour le lendemain matin. Staline reste à nouveau indifférent à cette nouvelle. Le lendemain à 3 heures 40 du matin, un appel de Joukov prévient Staline de l’attaque massive sur tous les secteurs du front Ouest lancée par l’Allemagne ; la guerre avait alors commencé, mais la vision erronée du dictateur soviétique sur les intentions de Hitler le mena encore une fois à ne rien entreprendre en matière de défense. Il insistait toujours sur le fait que Hitler n’aurait pas pu rompre le pacte qu’ils avaient conclu près de deux ans auparavant et qu’il s’agissait certainement d’une initiative menée par des officiers allemands, tout cela loin des yeux de Hitler. C'est donc dans un relatif état d'impréparation que l'attaque allemande du 22 juin surprend l'URSS. Six jours après l’attaque, Staline fit profil bas en admettant que de « graves erreurs » collectives auraient pu être évitées si d’autres options politiques avaient été envisagées.

#### L'encadrement soviétique à la veille du déclenchement des opérations
Vassili Grossman, témoin direct du front, raconte dans ses Carnets de guerre : « Au moment où la guerre a commencé, beaucoup de commandants en chef et de généraux étaient en villégiature à Sotchi. Beaucoup d’unités blindées étaient occupées à changer les moteurs, beaucoup d’unités d’artillerie n’avaient pas de munitions, pas plus que, dans l’aviation, on n’avait de carburant pour les avions… Lorsque, depuis la frontière, on commença à avertir par téléphone les états-majors supérieurs que la guerre avait commencé, certains s’entendirent répondre : « Ne cédez pas à la provocation ». Ce fut une surprise, au sens le plus strict, le plus terrible du terme ».
Les unités sont cruellement handicapées par le manque d’officiers correctement formés. L’armée a perdu la plupart de ses représentants les plus compétents. Après les Grandes Purges de 1936-1938, une grande partie de l’encadrement de l’Armée rouge a disparu. Ont été fusillés : 11 000 officiers sur 70 000 (et plus de 20 000 sont internés dans les camps), 154 généraux de division sur 186 (82 %), 50 généraux de corps d’armée sur 57 (88 %), 13 commandants d'armée sur 15 (87 %), la quasi-totalité des maréchaux (90 %) et des amiraux (89 %). Khrouchtchev devait souligner que cette épuration massive des cadres de l'armée avait été l'une des causes principales de l'état d'impréparation des forces soviétiques en juin 1941 : « Tant d'hommes avaient été exécutés que le haut commandement avait été dévasté, ainsi que tous les échelons du corps des officiers ». À noter que cette épuration continuait alors même que l'invasion allemande se développait, ce qui faisait dire à Anastase Mikoïan : « Une grande guerre s'était engagée, notre armée souffrait de lourdes pertes et essuyait des défaites, et, dans le même temps, des chefs militaires expérimentés, au lieu d'être appelés à sauver la situation, étaient mis à mort en toute hâte… »
Durant les purges ont non seulement été exécutés les militaires, mais aussi les conceptions militaires permises dans le contexte révolutionnaire des années 1920-1936 : rompant partiellement avec les conceptions héritées de Clausewitz, des théoriciens militaires, regroupés autour de Toukhatchevski, théorisent un troisième niveau de décision militaire, à mi-chemin entre le tactique et le stratégique : le niveau opérationnel, qui permet d'associer le but à atteindre et les moyens, ceux dont disposent le commandement et ceux à mettre en œuvre pour la réalisation des buts définis. Ainsi, la doctrine militaire soviétique allie la mise en place de troupes de couverture et l'ordonnancement d'unités sur de grandes profondeurs, pour permettre une contre-attaque rapide.
Les conséquences sur la qualité du corps des officiers sont tragiques. Au moment où l’armée soviétique s’effondre sous les coups de l’armée allemande, à peine 7,1 % des officiers soviétiques possèdent une formation militaire développée ; près de 25 % sont dans des cours de formation accélérée et 12 % n’ont aucune formation militaire. Plus d’un tiers des officiers soviétiques est donc incapable de remplir un commandement à la veille de l’attaque allemande. Le commandement est tétanisé. En outre, beaucoup des officiers en place en 1941 ont d'abord été choisis pour leur fidélité au régime et non pour leur compétence. S'ajoutant aux consignes de modération données à l'égard des préparatifs allemands, leur incompétence favorisa la désorganisation et le déploiement hasardeux des unités chargées de la défense de la frontière. Les troupes étaient, en effet, pour la plupart placées trop près de la frontière et s'appuyaient sur une ligne de fortification encore en cours de réalisation, la ligne Molotov. Enfin, les officiers soviétiques de 1941 sont placés sous l'autorité des commissaires politiques de l'Armée rouge. Le contrôle de ces derniers sur les ordres d’opérations ne sera levé qu’à la mi-1943 (après la bataille de Stalingrad, l’armée Rouge remet en vigueur les grades et les épaulettes de l’armée impériale).

#### Des changements au sommet de la hiérarchie militaire soviétique
En juin 1940, le remplacement de Vorochilov par Timochenko met un terme à cette hémorragie : 4 000 officiers sont libérés et rappelés par l'Armée, un certain nombre d'officiers ayant fait leurs preuves sont promus (ils forment l'épine dorsale du commandement soviétique durant le conflit), le commandement de la flotte est reconstitué, mais, par manque d'expérience, il n'est pas en mesure d'obtenir les mêmes succès que les commandants des troupes terrestres. Parallèlement à ce renforcement du commandement, de nouveaux règlements sont édictés, réintroduisant la discipline, les grades et supprimant les compétences militaires du commissaire politique.
Timochenko se propose de revoir également la totalité du dispositif défensif et offensif soviétique : en septembre 1940, il présente ses projets de défense à Staline et insiste sur la possibilité d'une guerre contre une coalition dirigée par le Reich et comprenant l'Italie, les États balkaniques, la Hongrie, la Roumanie et la Finlande : différents projets sont élaborés, axés sur une concentration des opérations soit au centre du front (Pologne, Biélorussie), soit au Sud, pour s'emparer de la péninsule balkanique.
Dans les heures précédant l'invasion, le commandement soviétique connaît une dernière mue, dans la lignée des changements de 1940 : Joukov, chef de l'armée d'Orient qui vient de vaincre l'armée japonaise en Mandchourie du Nord, promoteur de la mobilisation préventive contre le Reich, alors de plus en plus agressif, est nommé le 21 juin, commandant des fronts Sud et Sud-Est, où l'on imagine alors le principal axe de l'attaque allemande et son ancien chef d'état-major, promoteur comme lui d'une préparation accélérée du conflit, est nommé au commandement du front Nord, stationné dans les pays baltes. Aussitôt nommés, ces généraux donnent des consignes en vue d'une mobilisation accélérée des troupes de couverture, et ordonnent la mise en place de mesures spécifiques sur les villes et les installations militaires, pour le petit matin du 22 juin.
Le 22 juin, Staline dort dans sa datcha de Kountsevo. Lorsqu'il apprend l'attaque de la Wehrmacht, il donne l'ordre de ne pas engager le combat contre elle, persuadé que l'offensive est le fruit d'une conspiration des officiers allemands, et que Hitler n'est pas au courant de l'opération en cours. Molotov rencontre l'ambassadeur d'Allemagne, Friedrich von der Schulenburg, aux alentours de 5 h 30 du matin. À la suite de cette entrevue, lors de laquelle il apprend la déclaration de guerre du IIIe Reich, Molotov se rend au Kremlin, où Staline est déjà entouré de Beria, Lev Mekhlis, Timochenko et Joukov. Quatre heures après l’offensive allemande, à 7 h 15, Staline donne l'ordre de refouler l'ennemi, exigeant toutefois de ne pas s'approcher de la frontière établie lors du pacte germano-soviétique. Le soir, il téléphone au commandant de la défense aérienne de Moscou et demande de mettre ses troupes en état d'alerte à 75 %. Staline connaissait l'existence d'une concentration de troupes allemandes aux frontières de l'Union soviétique mais ne concevait pas que Hitler puisse attaquer la Russie sans avoir fait la paix avec l'Angleterre car lui-même n'aurait jamais commis cette imprudence.

#### Les services du renseignement soviétiques face aux préparatifs allemands
La surprise ne fut pas totale pour le pouvoir soviétique puisqu'il a été établi que l'espion Richard Sorge et les analystes suédois menés par Arne Beurling avertirent Staline de la date exacte de l'invasion allemande. Plus de 80 avertissements furent transmis, d'une manière ou d'une autre, à Staline, qui pensait que l'attaque lui était politiquement interdite.
Cinq déserteurs de la Wehrmacht ont averti l'armée Rouge de l'imminence de l'attaque, deux le 4 juin, un le 18, deux le 21. Les quatre premiers ont été fusillés comme agents provocateurs. Seul Alfred Liskow a été épargné en raison de sa désertion tardive, son interrogatoire étant en cours lors de l'ouverture du feu.
Il semble que Staline se soit entêté dans l'idée que Hitler n'ouvrirait pas un second front sans en avoir fini avec l'Angleterre, conformément au conseil formulé autrefois par le chancelier allemand Bismarck intimant à l'Allemagne de ne pas avoir deux fronts simultanément à l'Est et à l'Ouest. Il refusa catégoriquement toute mesure risquant d'être perçue comme une provocation par le régime de Berlin. À Vsevolod Merkoulov, chef du NKGB, qui lui transmettait le 17 juin l'information du lieutenant Harro Schulze-Boysen, de la Luftwaffe, selon laquelle tous les préparatifs d'invasion allemands étaient achevés et que l'attaque pouvait commencer à tout moment, Staline répondit : « Vous pouvez dire à votre "source" à l'état-major de l'aviation allemande de b… sa mère. Ce n'est pas une source, c'est un désinformateur »,. Beria a une position identique à celle de Staline, accusant encore le 21 juin 1941 les fonctionnaires des services de renseignement de vouloir semer la panique. Filipp Golikov, le chef du renseignement militaire, reconnaîtra avoir procédé à une forme d'auto-censure pour éviter de déplaire aux vues de Staline.
De plus, les préparatifs allemands n'échappent ni aux agents de renseignement soviétiques ni aux militaires, qui, de leur côté, donnent l'ordre aux unités stationnées à la frontière occidentale de se tenir prêtes à toute initiative allemande, malgré les réserves de Staline ; dans la deuxième quinzaine de juin, Joukov ordonne de camoufler pour le 1er juillet les installations militaires, les concentrations de troupes et de blindés soviétiques : dans ses consignes du 19 juin, Joukov accorde une place importante aux terrains d'aviation, ordonnant des mesures à mettre en place au 1er juillet : camouflage des pistes d'atterrissage et des installations, enterrement des citernes de carburant, création de terrains factices. De même, les commandants d'unités reçoivent l'ordre de se tenir prêts au combat, dans les deux ou trois heures, selon qu'ils exercent leur commandement dans des unités d'infanterie, d'artillerie ou de blindés, y compris dans le détail : plein d'essence pour les véhicules, obus à déballer des boîtes de stockage, bandes de mitrailleuses à tenir prêtes, rations de nourriture conditionnées et cuisines roulantes opérationnelles…
Dans le même temps, les services soviétiques sont informés de certains aspects de la préparation politique de l'invasion : les tentatives de la propagande allemande de désigner courant juin un autre adversaire que l'Union soviétique laissent de marbre les responsables du renseignement soviétiques, mais dupent Staline. Cependant, ces rumeurs alimentées par la presse allemande laissent sceptiques les relais soviétiques dans le Reich ; ces sources soviétiques sont conscientes du rôle dévolu à Alfred Rosenberg, qui déclare vouloir rayer de la carte le nom de Russie, comme elles sont informées de l'identité des futurs responsables nazis des territoires occupés. De même, les services de renseignement s'interrogent sur l'évacuation du personnel, de leur famille et de certaines archives (d'autres sont brûlées dans la cour de l'ambassade) de l'ambassade du Reich à Moscou à partir du 10 juin, tandis que l'Intourist doit faire face à une demande exceptionnelle de billets d'avions à destination du Reich pour le mois de juin (ces demandes de billets étant liées à des demandes de visas, les services du NKVD en sont automatiquement informés).
Dans le même temps, la forte activité des indépendantistes ukrainiens n'échappe pas non plus aux services soviétiques. Le directeur du KGB de la république socialiste soviétique d'Ukraine signale l'existence d'une bande armée d'un millier d'hommes regroupés autour de Stepan Bandera : ce millier d'hommes réfugiés dans les forêts à proximité de la frontière avec le Reich et la Roumanie attaquent les kolkhozes ; en outre des nationalistes ukrainiens sont interceptés par des patrouilles soviétiques ; de plus, de nombreux cas de sabotages de la production agricole sont rapportés. En Moldavie, des activistes entretiennent l'agitation les jours de marché, en affirmant par exemple que l'Armée rouge, dans sa retraite, emportera avec elle tout le bétail des paysans ; ces derniers apeurés quittent le marché et s'empressent de mettre leurs troupeaux hors d'atteinte.
Les services de renseignement soviétiques sont également informés par leurs homologues britanniques. Parfaitement informés des concentrations de troupes allemandes, les Britanniques, sur les ordres de Eden, informent les responsables du renseignement soviétique de cet état de fait le 9 juin ; le 13 juin, Eden convoque l'ambassadeur soviétique à Londres pour le tenir informé des derniers renseignements dont il a eu connaissance, mais ce dernier reprend la position officielle soviétique, à savoir que la Grande-Bretagne souhaite faire basculer l'Union soviétique dans le conflit. Cependant, à la réception de ces informations, l'ambassadeur soviétique à Londres demande, puis obtient le 15 juin 1941, après accord de Churchill, que les messages allemands interceptés et décodés par les Britanniques soient communiqués au gouvernement soviétique. Le lundi 16 juin 1941, alors que, sceptique, Maisky, l'ambassadeur soviétique, est convoqué à sa grande surprise au Foreign Office, il est abasourdi par le détail des renseignements militaires fournis par les Britanniques, et câble en urgence un rapport précis de l'entretien, dressant un tableau relativement précis des mesures de concentration allemandes. L'avant-veille du déclenchement de l'opération, le 20 juin, alors qu'il se repose dans la campagne anglaise, Maisky est à nouveau convoqué au Foreign Office, pour recevoir les derniers renseignements britanniques sur les concentrations allemandes : sur la foi de décryptages de messages allemands, l'attaque aurait lieu le 21 ou le 22 juin. Dans la semaine précédant l'attaque, la diplomatie soviétique s'accroche à l'idée d'un ultimatum allemand précédant l'attaque que le gouvernement de Moscou trouve néanmoins inéluctable. Le 21 juin, alors que l'ambassadeur allemand oppose une fin de non-recevoir à toutes les demandes soviétiques, alors que Ribbentrop souhaite savoir où se trouve l'ambassadeur soviétique à Berlin, deux transfuges allemands porteurs d'informations importantes relatives à l'attaque du lendemain sont interceptés en territoire soviétique, l'un dans la journée du 21, l'autre quatre heures seulement avant le déclenchement des hostilités ; à la réception de ces informations, malgré les dernières réserves de Staline, des ordres de mobilisation sont préparés et les troupes de couverture maintenues en état d'alerte.

#### Les mesures de concentration soviétiques
Au cours des mois d'avril et mai, Joukov et Timochenko préparent des plans de mobilisation en vue de mener une guerre défensive sur les frontières soviétiques, et les mettent à jour à la mi-juin, dans des consignes diffusées aux commandants des forces de couverture, disséminées le long des frontières occidentales de l'Union soviétique, mais toutes les mesures préconisées sont écartées pour éviter qu'elles n'induisent de la part du Reich un sentiment de provocation soviétique. En outre, courant juin, des unités reçoivent des ordres de transfert à proximité de la frontière allemande et en Ukraine, ces transferts devant se faire de manière discrète et devant aboutir par la mise en état de combat des zones dans lesquelles les unités ont été transférées au 1er juillet. De plus, à partir du 10 juin, Joukov et Timochenko se font plus insistants auprès de Staline, à qui ils demandent de mettre les troupes stationnées en Europe en état d'alerte maximum : le 18 juin, par exemple, ces deux officiers participent à une réunion avec Staline, à qui ils présentent des cartes établies par leurs services, des concentrations de troupes du Reich et de ses alliés le long de la frontière soviétique, ce que l'homme fort de l'Union soviétique refuse dans un déchaînement de violence et de menaces contre ses généraux.
En outre, le jour de l'invasion, beaucoup d'unités sont paralysées par des carences en matériels de guerre. Les armes individuelles ont été distribuées en quantités insuffisantes. Déjà, en mars 1941, 30 % seulement des unités blindées disposaient des pièces de rechange nécessaires à leur fonctionnement. Un mois avant l'attaque allemande, les généraux signalaient que « l'exécution du plan pour la fourniture des équipements militaires dont l'Armée rouge a un besoin si aigu est extrêmement peu satisfaisante ».

#### Un complexe militaro-industriel en pleine mutation
Pourtant, l'Union soviétique de 1941 est loin d'être un pays faible : l'industrialisation « à marche forcée » des années 1930 lui permet de n'être dépassée que par les États-Unis en matière de production industrielle (industrie lourde principalement). Elle comptait entre 170 et 190 millions d'habitants, soit le double de la population du IIIe Reich. Toutefois, ses matériels militaires en service courant étaient en retard d'une génération sur ceux de l'Allemagne, comme les chasseurs « Rata » I-16 ou le char T-26, tout juste apte à l'accompagnement d'infanterie. Cependant, depuis 1939, l'industrie d'armement du pays traversait une crise de transition, les nouveaux matériels ayant beaucoup de mal à entrer en production de masse étant donné la désorganisation de l'industrie après les arrestations massives d'ingénieurs et de directeurs d'usines. Arrestations massives dont une nouvelle vague s'amorçait en juin 1941 – le NKVD arrêtera encore des cadres et des officiers après l'invasion. D'autant que depuis le Pacte germano-soviétique, le transfert vers l'Est de l'appareil militaro-industriel (machines et personnel) a commencé. Le déclenchement de la guerre désorganisera encore plus le système soviétique, tout en le contraignant à produire davantage, comme le montre la montée en puissance de nouveaux matériels de guerre performants. Les livraisons massives d'équipements et d'armes par l'Angleterre et les États-Unis permettront à l'Armée rouge de tenir en attendant que la production soviétique réponde aux besoins.
Considéré comme le meilleur char « tout emploi » de la Seconde Guerre mondiale, le T-34 sera le tank le plus important des forces alliées. Quand les premiers exemplaires de série sortirent en juin 1940, il n'avait pas d'équivalent, avec ses trente-deux tonnes et son équipage de quatre hommes. Mais le T-34 existait à peine à mille exemplaires, soit 10 % des chars soviétiques, lorsque les Allemands attaquèrent la Russie. Produit ensuite en grand nombre dans différentes usines en fonction de l'avancée de la Wehrmacht en territoire soviétique (usines de Stalingrad, de Kharkov, de Nijni Taguil, d’Omsk, etc.), à la mi-1943 la proportion montait à 60 % avant que le T-34 n'ait totalement remplacé en 1944 les modèles les plus anciens. De 1941 à 1945, dans ses différentes versions, l’industrie russe en produisit près de 52 000 exemplaires. Il influencera de nombreux chars conçus ultérieurement.

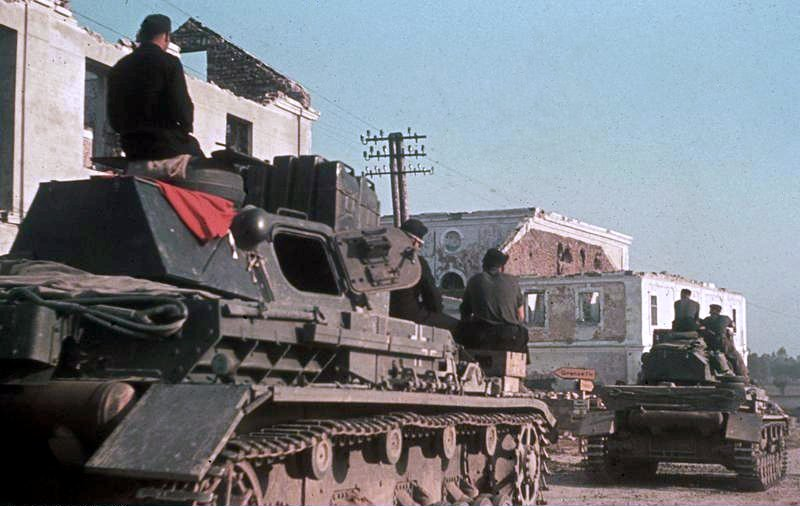
Panzer IV en route vers les zones de stationnement, avant le déclenchement de l'opération. On voit les réserves d'essence sur le dernier char.

L'ampleur des épreuves qu'ont subies les Russes depuis la chute du tsarisme (guerre civile, collectivisation forcée, périodes de terreur, exécutions massives, déportations) ont fini par forger un peuple dur à la souffrance et ayant, malgré tout, appris à survivre dans les conditions les plus difficiles.[Interprétation personnelle ?] Enfin, l'économie soviétique vit sous un régime permanent d'économie de guerre depuis l'avènement du bolchévisme, ce qui va faciliter, à partir de 1942, la mobilisation totale des ressources économiques pour faire la guerre au Troisième Reich.

### Montée de tensions
Dans les Balkans, l’occupation soviétique de la Bessarabie et de la Bucovine du Nord en juin 1940, donne à l’Union soviétique le contrôle des bouches du Danube, mais fait définitivement tomber la Roumanie dans l’alliance allemande en octobre 1940 : le pays est occupé par la Wehrmacht. Malgré ce contexte, l’URSS recherche, dans la tradition de la diplomatie russe du début du XXe siècle, un accord avec l’Italie et même, pour contrer la mainmise progressive du Reich sur les Balkans, avec la Roumanie qu’elle venait d’amputer. Dans la même logique, la diplomatie soviétique cherche aussi à ressusciter, malgré les réserves du roi et de ses proches, l’alliance historique avec la Bulgarie, dont la population affiche des sentiments pro-russes sincères ; ainsi, en novembre 1940, la mission diplomatique soviétique dans les Balkans, menée par des officiers généraux soviétiques, insiste-t-elle auprès du roi Boris pour que ce dernier n’adhère pas au pacte tripartite.
Les Allemands, de leur côté, ne voient pas d’un bon œil les velléités soviétiques de prendre pied en Bulgarie et ne veulent à aucun prix remettre en cause leur suprématie sur le Danube. Ils tentent, lors du second arbitrage de Vienne, d’en faire un fleuve sous influence allemande exclusive. Dans la foulée de l’arbitrage de Vienne, les Allemands avaient assuré aux Roumains, selon des renseignements transmis à Moscou, que la perte de la Bucovine et de la Bessarabie au profit de l’URSS était temporaire et réversible, ce qui ne manque pas d’inquiéter l’Union soviétique. À l’automne 1940, celle-ci envahit des îles roumaines du delta du Danube, mais les bâtiments de guerre soviétiques affectés à cette mission essuient des tirs roumains et se retirent.
Le 12 novembre 1940, Viatcheslav Molotov part pour Berlin et y rencontre Hitler. Le Führer propose à Staline un partage du monde : il propose à l'Union soviétique de rejoindre l'alliance des trois nations : Allemagne, Italie et Japon,. Hitler propose aussi à Staline de se diriger vers l'océan Indien afin de laisser l'Union soviétique atteindre un port à eaux profondes sans problèmes de glaciation durant l'hiver. Le 25 novembre 1940, Viatcheslav Molotov répond à Hitler que l'Union soviétique est prête à entrer dans l'union tripartie mais exige la région de Batoum, le retrait des armées allemandes de Finlande ainsi que de Bulgarie. Hitler ne répond pas à cette proposition. L'objectif principal de la diplomatie allemande par cette tentative d'accord est d'inviter Staline à déplacer une partie de son armée en Asie centrale. Mais le but de l'Union soviétique est le détroit du Bosphore,,[source insuffisante].

### Les derniers jours: le mois de juin 1941
Lors du déclenchement des opérations, il apparaît aux responsables soviétiques — l'ambassadeur en poste à Berlin et le ministre des Affaires étrangères — que la guerre n'a pas été voulue par les diplomates. En effet, autant Ribbentrop que Friedrich-Werner von der Schulenburg semblent désolés de devoir déclarer aux Soviétiques, non la guerre, mais que la situation créée par la politique soviétique et les mesures défensives soviétiques le long de la frontière, mettent le Reich dans l'obligation d'engager les hostilités de manière préventive. En effet, l'ambassadeur du Reich à Moscou doit remettre à Molotov, à 4 h du matin, peu de temps après le déclenchement des hostilités, un rapport détaillé des prétendues violations soviétiques de l'accord de 1939.

## Les forces en présence

### Forces de l'Axe
Le dispositif d'invasion de l'Axe est sans équivalent dans l'histoire militaire (excepté l'immense offensive soviétique de conquête de l'Allemagne lancée le 12 janvier 1945 avec 6,7 millions de combattants). Hitler a mobilisé 3 millions de soldats du Reich qui commencent à se déployer en février, en Prusse-Orientale, en Pologne, en Slovaquie et en Moldavie.
L'Ostheer inclut également des divisions hongroises, roumaines et finlandaises (500 000 hommes pour ces trois nationalités) et, par la suite, italiennes (l’Italie aura jusqu’à 200 000 hommes sur le front) : soit 201 divisions dont 42 de pays satellites, 3 650 chars d’assaut (85 % des disponibilités en blindés du Reich), 2 770 avions, plus de 47 000 canons et mortiers de campagne.

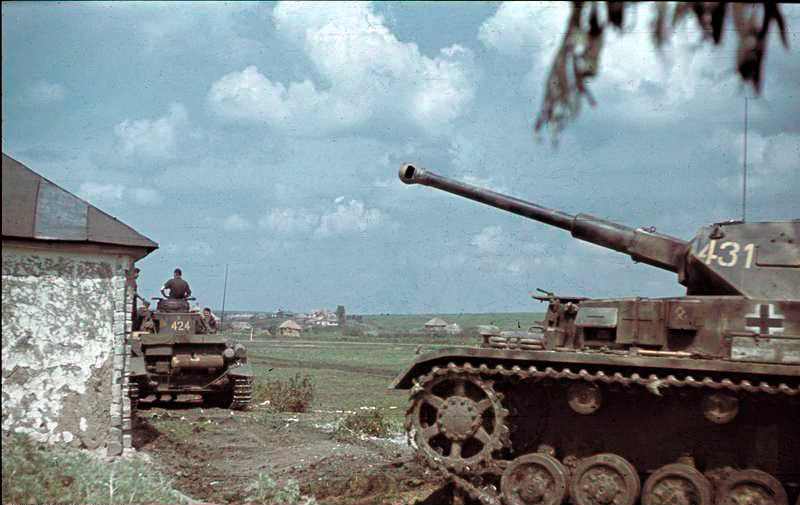
Panzer IV F2 en Russie

Avec ses alliés, l'Allemagne aligne 3 800 000 soldats, 4 300 chars, dont 444 d'un modèle récent, le Panzer IV F, appuyés par 4 389 avions.
L’Allemagne engage 159 divisions sur les 220 dont elle dispose alors (73 % des effectifs totaux de la Wehrmacht). Ce sont pour la plupart des troupes aguerries par les campagnes précédentes, bien équipées et bien motorisées (600 000 véhicules) grâce en particulier aux prises de guerre de la bataille de France. On note cependant l’utilisation en juin 1941 de 600 000 chevaux par les équipages du train.
Si ces effectifs sont sans précédent dans une guerre de conquête, ils semblent insuffisants au regard du potentiel de l'Union soviétique et des immensités russes[Selon qui ?]. L'armée d'invasion compte seulement 800 chars et 30 divisions de plus qu'au déclenchement du Fall Gelb contre la France. Il reste que, sur les axes de pénétration et les points de percée, la supériorité de la Wehrmacht en matériels et en effectifs est écrasante, dans un rapport de 4 à 5 contre 1 et que l'armée allemande est remarquablement rompue au combat tactique, capacité qui fait cruellement défaut aux troupes soviétiques au moins jusqu'à la bataille de Koursk. Le Blitzkrieg est donc la carte maîtresse qui décide de l'issue du front que le Reich nazi décide d'ouvrir contre la Russie. Les chars déployés par les forces allemandes sont des modèles très développés pour 1941, comme le char d’assaut Panzerkampfwagen III Ausf J coopérant avec le char Panzerkampfwagen IV Ausf F2 nouvellement doté d'un canon anti-char de 75 mm.

### Forces soviétiques

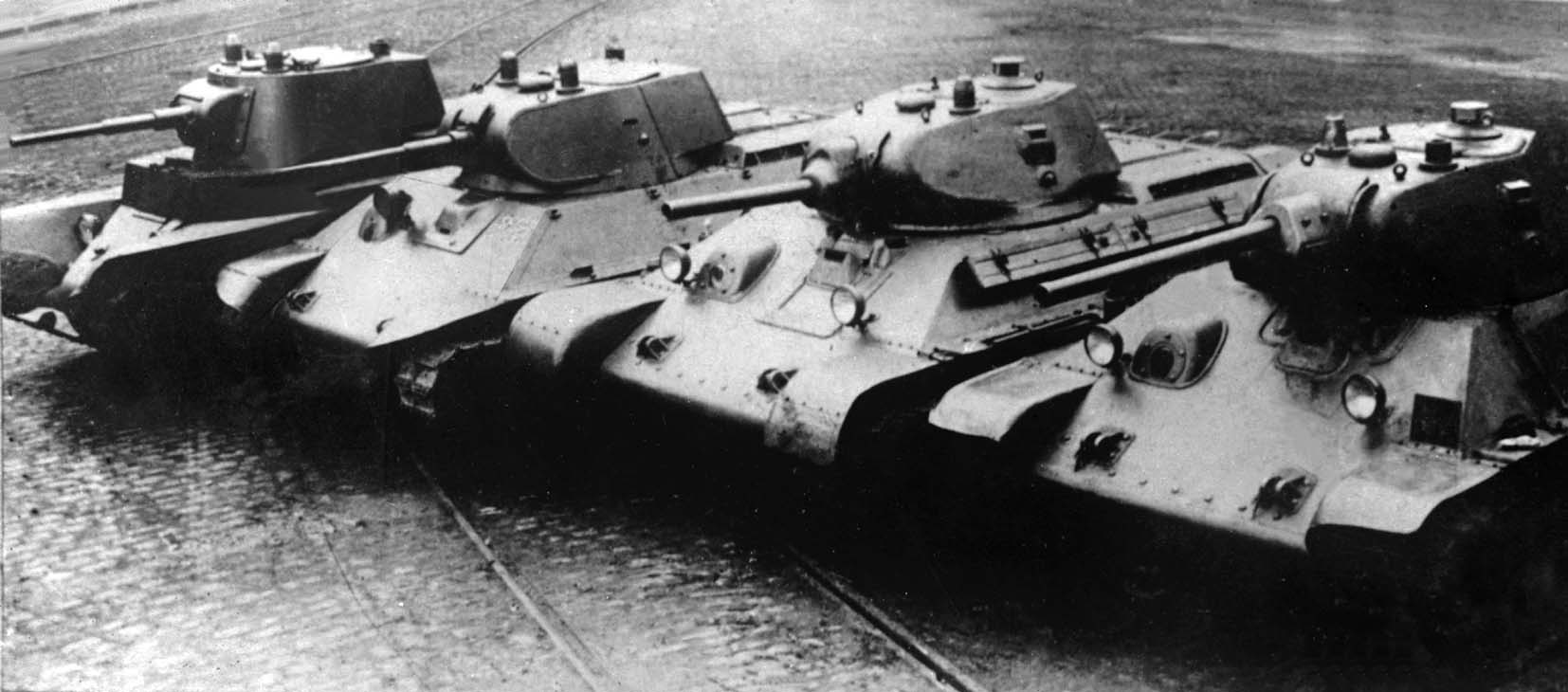
Les chars récents équipant l'Armée rouge au moment de l'invasion : de gauche à droite, un BT-7, le prototype A-20, le T-34 modèle 1940 et le T-34 modèle 1941. La découverte du T-34, non signalée par les services de renseignement de l'Abwehr, va être une surprise pour l'état-major allemand à tel point que le général von Kleist l'évoquera comme le meilleur char du monde ; l'URSS en produira 55000 avant la fin de la « Grande Guerre patriotique ».

L’Armée rouge dispose au total, en juin 1941, de 209 divisions d’infanterie dont 160 sont stationnées en Russie occidentale, soit en principe 2 680 000 soldats à effectifs pleins (en 1941, la division d’infanterie allemande compte à effectif au complet 16 500 hommes contre 14 474 pour la soviétique). En réalité, 144 divisions comptent seulement la moitié de leurs effectifs et 65 un tiers. C’est donc à peine un peu plus d’un million de soldats, pris au dépourvu, qui vont devoir s’opposer à la déferlante allemande sur un front de plusieurs milliers de kilomètres. Les Soviétiques peuvent mettre en ligne 37 500 canons, 1 540 chasseurs de dernière génération, mais un nombre considérable de vieux avions (16 000 dont 8 000 en première ligne) et de tanks sont déclassés. L’Armée rouge est en train de rétablir ses corps mécanisés (dissous en novembre 1939, rétablis en juillet 1940), qui sont en grande partie une création du maréchal Mikhaïl Toukhatchevski (fusillé en juin 1937 — sa femme, sa mère et son fils, élève-officier, sont également exécutés en 1937). Enfin, l’Union soviétique doit se garder sur deux fronts : une quarantaine de divisions restent stationnées jusqu’en août 1945 en Extrême-Orient russe face aux armées japonaises qui occupent la Mandchourie.
L’état-major allemand entend profiter à plein de la faiblesse militaire de l'Union soviétique. Hitler devait ainsi déclarer au général Alfred Jodl : « Nous n'avons qu'à donner un coup de pied dans la porte et toute cette structure pourrie s'effondrera ». Pourtant, d’après le rapport entre les effectifs humains engagés et le nombre d’engins, la Wehrmacht sur le front russe (l’Ostheer) était moins moderne que son adversaire direct, l’Armée rouge, même si, malgré les enseignements de Toukhatchevski, les Soviétiques, comme leurs alliés occidentaux, n’avaient pas encore appris à tirer le maximum de leur puissance matérielle. En juin 1941, sur les 3 648 chars qui se ruent sur l'URSS, seuls 444 sont des modèles relativement récents (Panzer IV). Face à eux se trouvent un million d’hommes, soutenus par 4 300 chars. Si la grande majorité de ces engins étaient des modèles périmés, 1 861 d’entre eux étaient des chars T-34 et des chars lourds KV, supérieurs aux meilleurs engins produits à l’époque en Allemagne, mais handicapés par l'absence de radios en nombre suffisant.

## L'invasion

### 22 juin 1941: L'attaque initiale
Les conditions sont donc très favorables pour l'Allemagne nazie. Le dimanche 22 juin 1941, l'armée allemande s'ébranle. Les unités d'assaut (élite) franchissent la frontière et attaquent les premières lignes soviétiques constituées de formations tout-venant (les troupes d'élite ne seront engagées que sur la bataille de Moscou). L'attaque terrestre est précédée par la plus gigantesque attaque aérienne de tous les temps, menée par la majorité des 2 770 avions engagés en appui de ce front. Cette attaque commence sans déclaration de guerre à 3 h 30 et vise 66 aérodromes soviétiques. Elle a des résultats désastreux pour l'Armée rouge, puisqu'elle donne à la Luftwaffe la maîtrise absolue du ciel soviétique pendant plusieurs semaines. Les bombardiers allemands trouvent les avions soviétiques alignés ailes contre ailes à leur base, généralement sans camouflage ni protection. La plupart du temps, l'alerte n'a même pas été donnée et peu d'avions de chasse peuvent décoller. Les pertes de l'Armée de l'air russe sont terribles : attaquée sur 66 aérodromes, à midi elle a perdu 1 200 avions, dont 800 cloués au sol ; le soir, 1 489 appareils ont été détruits au sol et 389 autres abattus en vol. La Luftwaffe ne perd que 63 avions le 22 juin et 150 en tout les deux premiers jours de l'offensive.

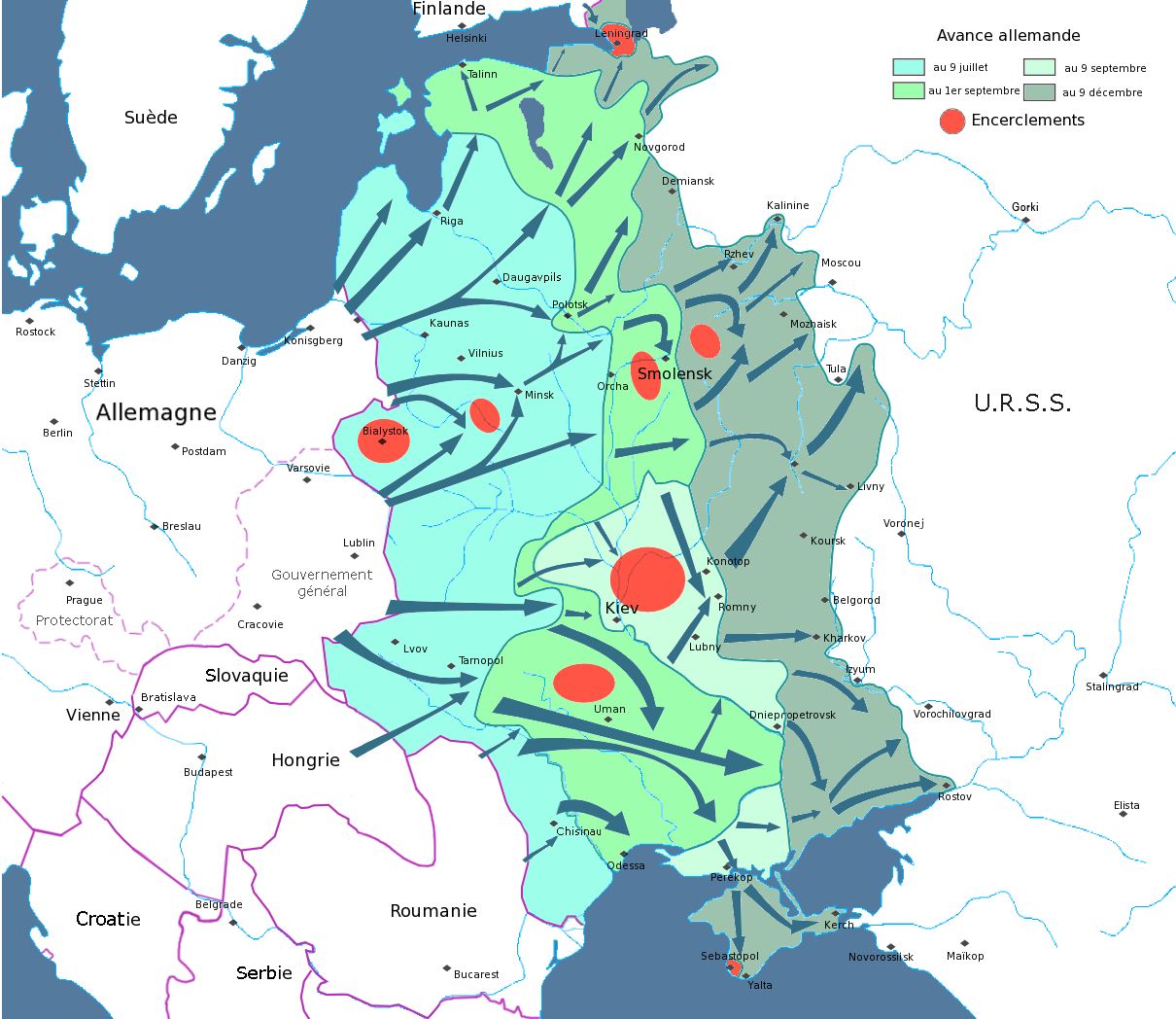
Déroulement de l'opération sur l'année 1941.

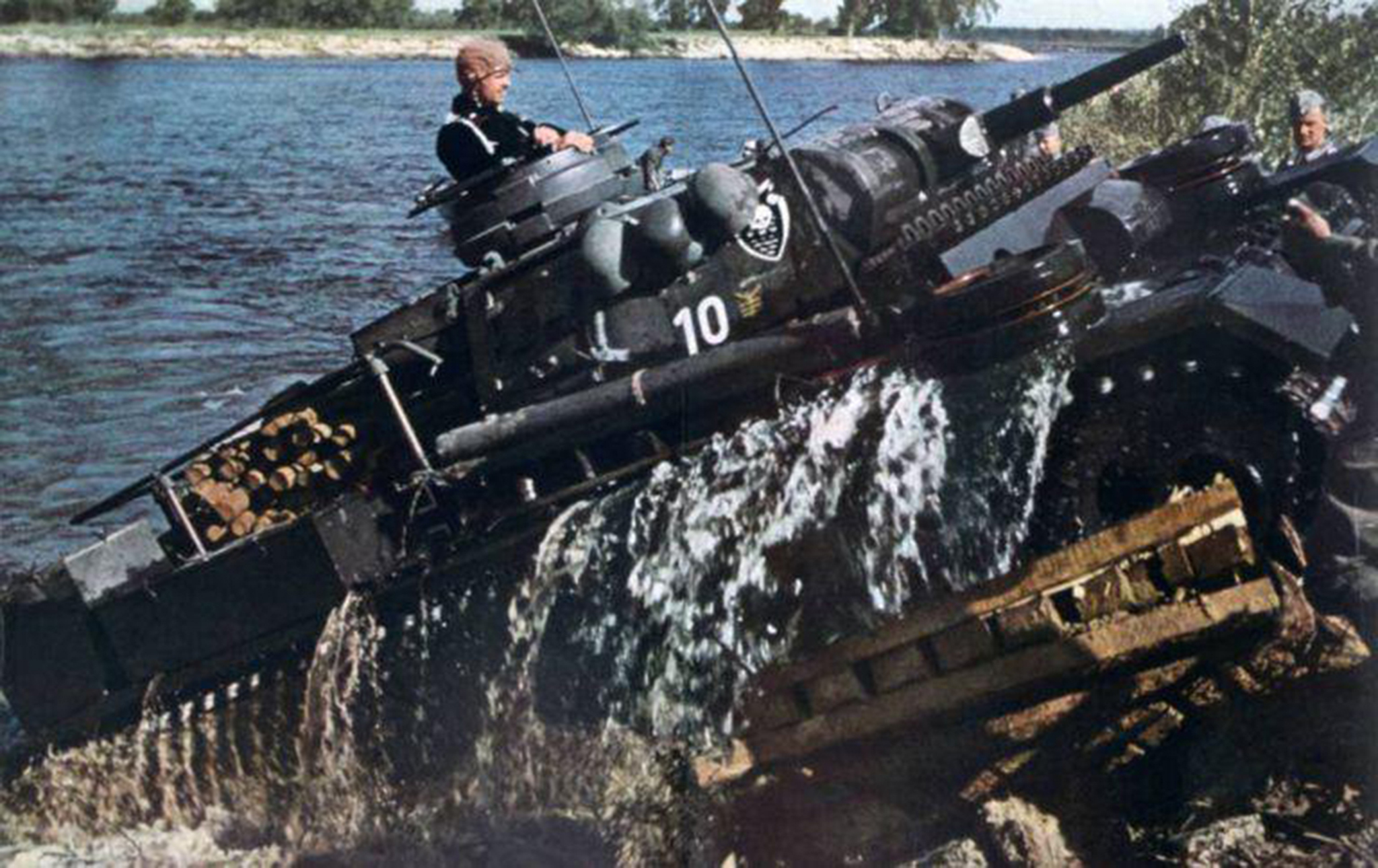
Ce cliché de l'un des panzers III de la 18e Panzerdivision franchissant, à l'aide du Schnorchel, la rivière du Boug occidental fut exploité dans les revues d'actualité allemandes. Le franchissement de la ligne de démarcation germano-soviétique qui séparait le Reich de l'URSS depuis l'invasion de la Pologne et son équivalente soviétique était éminemment symbolique pour l' ; la propagande se targua d'une première dans l'utilisation des véhicules amphibies.

À 4 h 15, l'artillerie allemande se met à pilonner les positions avancées de la défense soviétique sur la frontière et, à 4 h 45, les premières unités terrestres franchissent celle-ci. La surprise chez les Soviétiques est totale : la Stavka avait bien émis un ordre qui avertit les unités frontalières de l'imminence de la guerre, mais la plupart des unités ne l'avait pas reçu. La première opération est menée sur le front central, par un coup de main d'un corps franc de la 3e Panzerdivision, qui s'empare du pont de Koden, sur le Boug. Dans la matinée, un pont de bateaux est lancé à Drohizyn, 80 km plus au Nord. La tête de pont ainsi créée est appuyée par l'emploi de 80 chars Pz-III submersibles. À l'extrémité Nord du front, le long de l'ancienne frontière lituanienne, le 22 juin dès le déclenchement de l'invasion, un bataillon allemand tente de prendre la ville de Garsden ; jusque tard dans l'après-midi, ils doivent affronter les gardes-frontières soviétiques, armés de pistolets, dans plusieurs quartiers de la ville.
La résistance des Soviétiques est assez décousue sur la plus grande partie du front : des groupes de soldats se rendent au premier blessé, d'autres ne cèdent rien. Lorsque, à partir de 3 h 30 du matin, les premiers pilonnages ont lieu, Staline, perplexe sur les motivations allemandes, interdit aux militaires de répliquer ou d'ordonner les déploiements prévus par les plans de mobilisation, pensant n'avoir affaire qu'à une attaque locale, malgré les renseignements de Timochenko concernant toute la longueur de la frontière occidentale de l'Union soviétique ; Staline évoque même l'hypothèse d'une conspiration de l'état-major allemand  ; ce n'est que tard dans la journée, après une réunion du Politburo et des échanges en parallèle entre certains de ses membres (Staline, Kaganovitch, Molotov, Malenkov et Vorochilov) et lorsque les contre-mesures prévues de longue date sont devenues inapplicables, que les unités reçoivent l'ordre de répliquer aux troupes allemandes.
Improvisée dans son ensemble, malgré les directives de Joukov et Timochenko, la résistance soviétique est cependant acharnée sur quelques points, comme la citadelle de Brest-Litovsk défendue par les 6e et 42e divisions de tirailleurs, qui résistent, pratiquement sans eau, jusqu’à la fin juillet, bien qu'ayant été attaquée dès le matin du 22 juin. Sans appui d'aucune sorte, les soldats soviétiques de la citadelle sont totalement encerclés et sans espoir de secours puisque la nouvelle ligne de front est à 400 km plus à l'Est. Ils continuent à se battre en dépit de la disproportion des forces et de l'emploi d'artillerie de siège lourde comme les mortiers de 620 mm. La seule 45e division d'infanterie affectée à la prise de la forteresse déplorera 482 tués (dont 80 officiers) et plus de 1 000 blessés. Les Russes perdront de 2 000 à 2 500 tués et autant de prisonniers. Mais par son action, cette résistance ralentit considérablement le mouvement des unités d'infanterie qui doivent empêcher les troupes soviétiques de s'échapper de la poche de Bialystok-Minsk.
Pendant ce temps, malgré quelques contre-attaques soviétiques, les unités mécanisées du groupe d'armées Centre franchissent le Boug, et s'enfoncent dans les arrières des unités de l'Armée rouge. Les deux groupes blindés du centre mènent alors, à partir du 26 juin, deux percées parallèles, pour finalement converger sur Minsk, le 9 juillet, créant la poche connue sous le nom de Bialystok-Minsk, où plus de 400 000 soldats soviétiques et d'énormes quantités de blindés et de matériels sont pris au piège. Relevés par l'infanterie des 2e, 4e et 9e armées, les blindés allemands continuent leur progression en direction de Smolensk. Ils franchissent la Bérézina le 28 juin, ayant parcouru 600 km depuis la frontière.

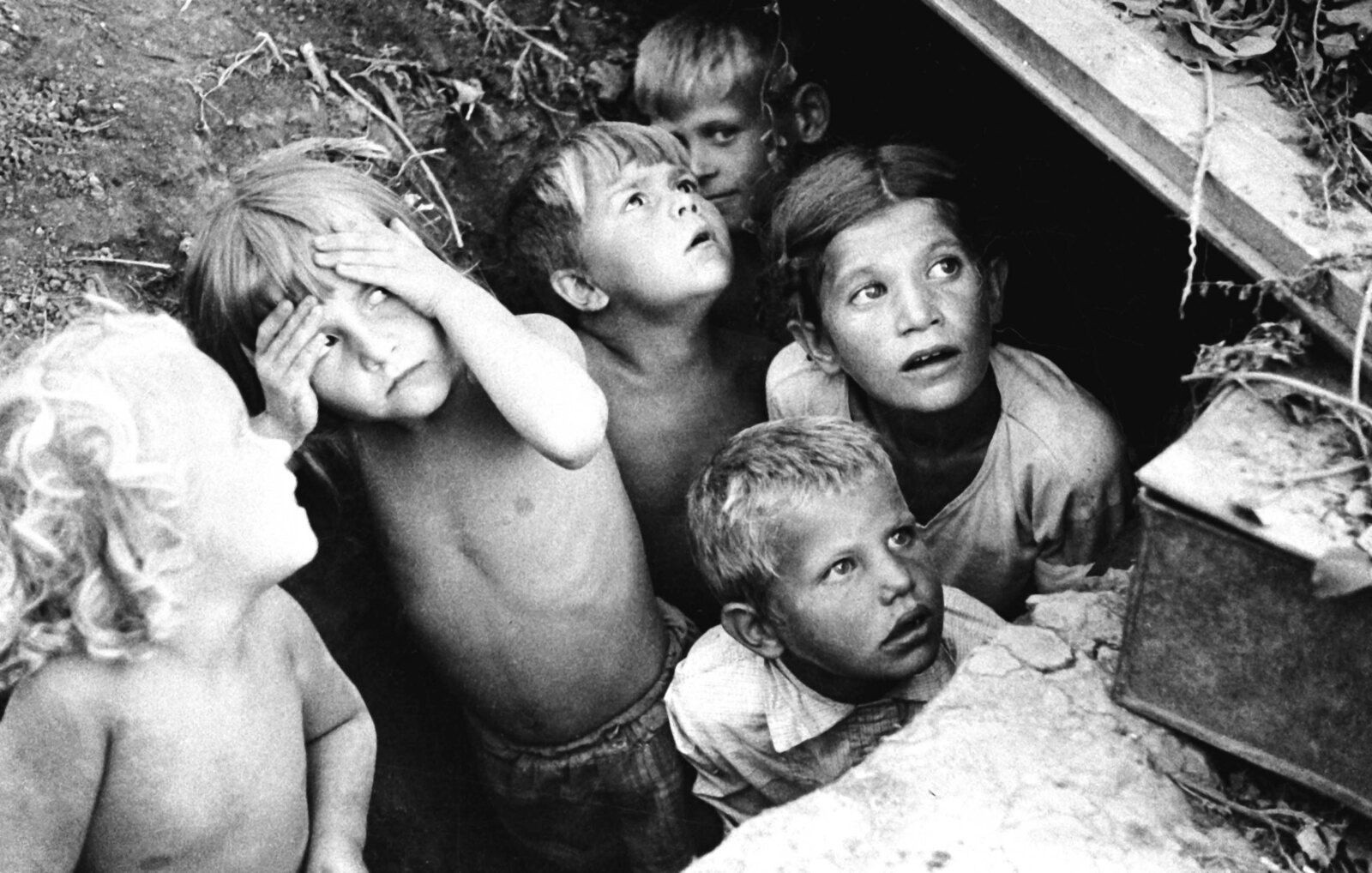
Enfants pendant un raid aérien : des enfants biélorusses pendant une attaque aérienne allemande le 24 juin 1941.
Image : archive RIA Novosti.

Au Nord, le groupe d'armées de Leeb progresse très rapidement grâce à l'attaque très en profondeur du 56e corps d'armée motorisé du général Manstein, qui s'empare du pont d'Ariogala situé à 80 km dans la profondeur du dispositif soviétique, dès 19 h 00, le 22 juin et renouvela l'exploit le 26, avec celui de Dunaburg à 350 km de la frontière, malgré une contre-attaque des chars du 3e corps mécanisé soviétique contre la 6e Panzerdivision au village de Rossiény. La bataille de chars qui en résulte fait rage pendant deux jours : l'Armée rouge y engage une centaine de chars de type KV-1 et KV-2, ce qui provoque une crise dans l'armée allemande, car ce char lourd est alors invulnérable aux canons des chars et aux armes antichar allemands ; l'usage de pièces d'artillerie de 88 et 105 mm employées en tir direct permet néanmoins aux Allemands d'endiguer la résistance soviétique. L'offensive marque un temps d'arrêt, car Hitler et son état-major préfèrent que les blindés attendent l'infanterie avant de poursuivre leur progression vers Léningrad.
Les récits de Nikita Khrouchtchev et d'Anastase Mikoïan affirment qu'après l'invasion, Staline s'est retiré dans sa datcha avec désespoir pendant plusieurs jours en ne participant pas aux décisions de leadership. Mais, certaines preuves documentaires d'ordres donnés par Staline contredisent ces récits, amenant des historiens tels que Roberts à spéculer que le récit de Khrouchtchev est inexact.
Cependant, il n'est pas douteux que Staline ne s'est pas manifesté publiquement pendant les jours qui ont suivi le déclenchement de l'invasion chargeant Molotov de lire un texte à la radio le 22 juin. De plus, le 29 juin, pour la première fois, aucune réunion n'était programmée au bureau de Staline au Kremlin. Molotov prend l'initiative de se rendre le 30 juin dans la datcha de Staline à Kountsevo avec Béria, Malenkov, Vorochilov, Mikoïan et Voznessenski propose de concentrer le pouvoir entre 5 membres, Staline à sa tête, Molotov, Béria, Malenkov et Vorochilov dans un Comité d'État à la Défense GKO. Staline donne son accord et lance le 3 juillet à la radio un appel au peuple soviétique « Camarades, citoyens, frères et sœurs, combattants de notre armée et de notre marine ! Je m'adresse à vous, mes amis ! […] Un grave danger pèse sur notre Patrie ! […] Notre cause est juste […] Ce n'est pas seulement une guerre qui se livre entre deux armées. C'est aussi la grande guerre du peuple soviétique contre les troupes fascistes allemandes ». Partout, l'Armée rouge se raidit.[pas clair]
Le groupe d'armées Sud connaît pour sa part une progression bien plus difficile. Dans ce secteur sont massés le plus gros des chars de l'Armée rouge, dont de nombreux KV-1 et T-34. Bien que manquant complètement de coordination, les contre-attaques blindées coûtent cher aux Allemands. De plus, la Roumanie n'intervient qu'à partir du mois de juillet. Le 28 juillet, la situation empire brusquement pour les Soviétiques, quand le 1er groupe blindé et la 17e armée font leur jonction à l'Est d'Ouman, enfermant dans une poche la majeure partie des 6e et 12e armées soviétiques. Les troupes encerclées résistent jusqu'au 8 août, mais elles sont contraintes à la reddition. Les pertes de la bataille d'Ouman sont terribles pour l'Armée rouge, avec environ 100 000 tués et 103 000 prisonniers.

### 22 juin 1941: Guerre de continuation avec la Finlande

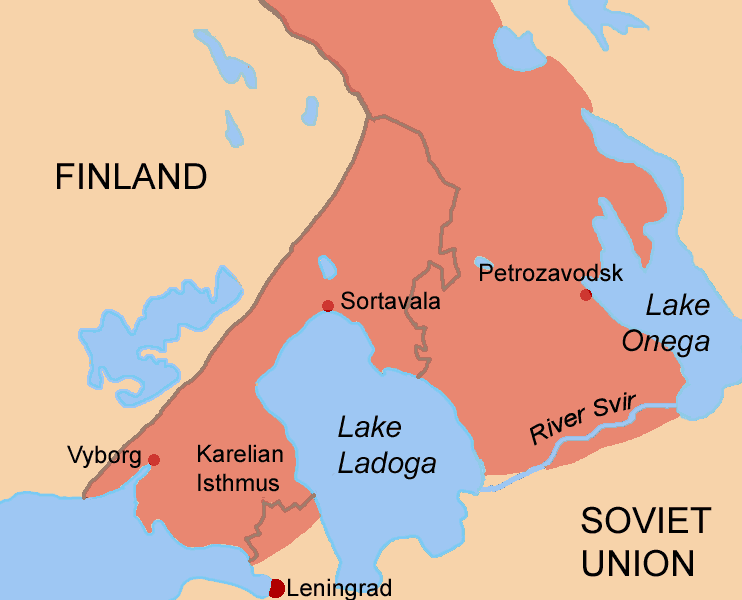
L'avancée extrême des unités finlandaises pendant la guerre de Continuation. Les frontières figurées sont celles d'avant et d'après la guerre d'Hiver.

Le 10 juillet 1941, l'armée finlandaise lançait une offensive majeure dans les secteurs de l'isthme de Carélie et du nord du lac Ladoga. L'ordre du jour de Mannerheim, le discours du fourreau de l'épée, fait clairement état que l'implication de la Finlande dans le conflit avait un but offensif. Fin août 1941, les troupes finlandaises avaient atteint la frontière d'avant-guerre. La question de son franchissement causa des tensions parmi les membres de l'état-major, du gouvernement, du parlement, et dans l'opinion publique. L'expansionnisme militaire avait peut-être gagné en popularité, mais était loin de faire l'unanimité.
De même, les relations internationales demeuraient tendues, notamment avec le Royaume-Uni et la Suède, dont les gouvernements avaient reçu - respectivement en mai et en juin - l'assurance de la part du ministre des affaires étrangères Rolf Witting que la Finlande ne possédait absolument aucun plan pour une campagne militaire conjointe avec les Allemands. Les préparatifs finlandais avaient un but purement défensif, assura-t-il.
Les principaux membres du gouvernement suédois avaient espéré améliorer leurs relations avec l'Allemagne nazie en lui apportant un soutien indirect lors de l'opération Barbarossa, principalement apportée au travers de la Finlande. Le premier ministre Hansson et le ministre des affaires étrangères Günther purent constater néanmoins que le soutien politique véhiculé par le gouvernement d'union nationale et les associations sociales-démocrates se révéla insuffisant, en particulier après le discours du fourreau d'épée de Mannerheim, et plus encore après que la Finlande eut entamé après moins de deux mois d'offensive une véritable guerre de conquête. Un effet tangible de cette prise de distance consista en la dépendance toujours accrue de la Finlande vis-à-vis de la seule Allemagne.
L'opération Barbarossa était planifiée comme relevant d'une blitzkrieg ne devant durer que quelques semaines. Les observateurs anglais et américains pensaient alors que l'invasion serait terminée au mois d'août. À l'automne 1941, ces certitudes se révélèrent être fausses, et les dirigeants de l'armée finlandaise commencèrent à douter de la capacité de l'Allemagne à y parvenir. Les troupes allemandes en Finlande septentrionale rencontraient des conditions météorologiques et de terrain pour lesquelles elles n'étaient pas préparées, et échouaient largement dans leurs entreprises, notamment dans la région de Mourmansk. La stratégie finlandaise changea dès lors. Elle proposa une paix séparée à l'Union soviétique, mais la pression allemande était trop grande. L'idée selon laquelle la Finlande devait rester impliquée dans le conflit tout en préservant au maximum ses troupes fit son chemin et reçut un crédit croissant, peut-être dans l'espoir que la Wehrmacht et l'Armée rouge s'épuisent mutuellement, entraînant de nécessaires négociations, ou tout du moins les entraîner hors des questions purement finlandaises. Certains devaient également encore penser à une victoire finale de l'Allemagne.
La participation de la Finlande dans le conflit apportant néanmoins d'importants avantages pour l'Allemagne. La marine soviétique restait confinée dans le golfe de Finlande, ce qui permettait à la Kriegsmarine de circuler quasi librement en Baltique, qui pouvait ainsi servir de terrain d'entraînement aux équipages des U-Boot, ainsi qu'au transport des minerais de fer depuis la Suède, vital pour l'effort de guerre allemand, de même que les métaux rares comme le nickel provenant de la région de Petsamo, nécessaires à la fabrication de l'acier. Le front de Finlande d'autre part sécurisait le flanc nord du groupe d'armées Nord allemand stationné dans les pays baltes. Les seize divisions finlandaises retenaient de nombreuses unités soviétiques, mettaient la pression sur Leningrad - bien que Mannerheim ait refusé de prendre part à son attaque - et menaçaient la voie ferrée vers Mourmansk. De plus, la Suède demeurait très isolée et était contrainte de se plier davantage aux exigences allemandes (voire finlandaises).
Malgré la contribution de la Finlande aux desseins guerriers nazis, les Alliés occidentaux gardèrent des sentiments ambivalents à son égard, partagés entre des restes de bons sentiments envers la Finlande et le besoin d'être en de bons termes avec leur allié indispensable, l'Union soviétique. En conséquence, le Royaume-Uni déclara la guerre à la Finlande, mais pas les États-Unis. Il n'y eut pas de combats entre ces pays et la Finlande, à quelques rares exceptions près, mais les marins finlandais furent emprisonnés à l'étranger. Aux États-Unis, la Finlande fut dénoncée pour avoir attaqué des cargaisons envoyées par les États-Unis au titre de la loi prêt-bail, mais reçut l'accord du Congrès pour continuer ses paiements afin de rembourser ses dettes de la Première Guerre mondiale pendant la Trêve.
Comme la Finlande était signataire du pacte anti-Komintern, et d'autres accords avec l'Allemagne, l'Italie et le Japon, les Alliés considéraient la Finlande comme une force de l'Axe, bien que les Finlandais utilisassent alors le terme de « cobelligérance avec l'Allemagne ».

### 10 juillet 1941: La bataille de Smolensk

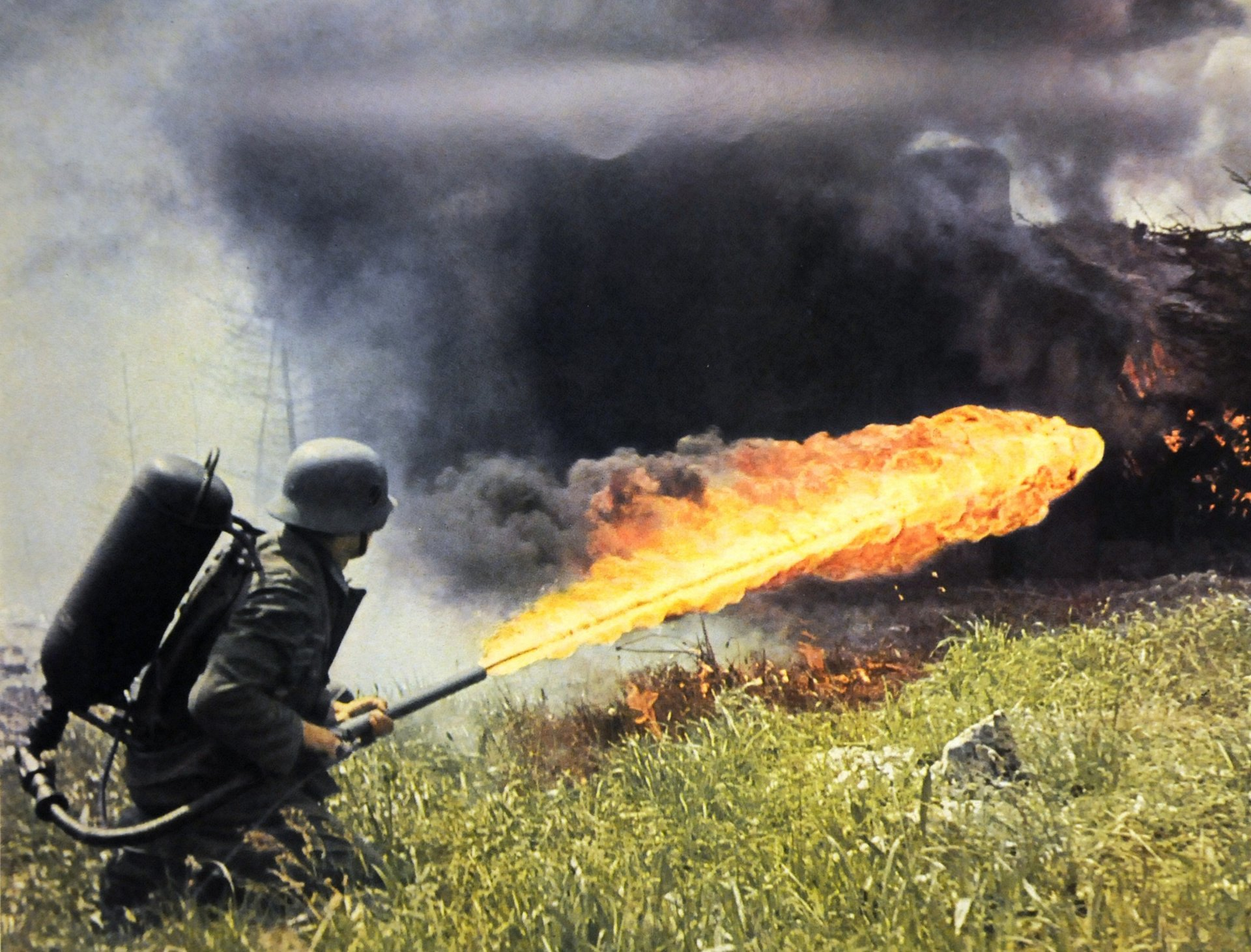
Soldat allemand équipé d'un lance-flammes. Photo identifiée en 1941.

Le 10 juillet, le groupe d'armées Centre a commencé une opération d'encerclement contre les troupes défendant Smolensk, jalon important sur la route de Moscou ; le Dniepr est atteint et franchi le 11 juillet ; Smolensk tombe le 16, les troupes soviétiques étant coupées de leurs arrières. Mais cette fois, la réduction de la poche formée (323 000 soldats soviétiques) va se révéler problématique : les troupes russes continuent à résister malgré leur isolement. À la suite d'une forte contre-attaque, l'encerclement est même rompu temporairement. Les combats vont durer jusqu'au 10 septembre, l'Armée rouge ramenant constamment de nouvelles troupes fraîches. Certes, ses pertes sont là aussi très importantes, mais la progression des Allemands est enrayée et, obligée de lutter pied à pied contre des troupes déterminées, l'armée allemande subit elle aussi une véritable hécatombe avec la perte de près de 250 000 hommes (tués et blessés). 310 000 soldats et officiers soviétiques sont faits prisonniers, beaucoup seront sommairement exécutés. La bataille du chaudron de Smolensk porte à la Wehrmacht un coup dur dans sa progression vers l'Est. Le général Blumentritt relève que « le comportement des troupes russes dans la défaite contrastait terriblement avec celui des Polonais ou des Occidentaux. Mêmes encerclés, les Russes s’accrochaient et combattaient ».

### 7 août 1941: La bataille de Kiev

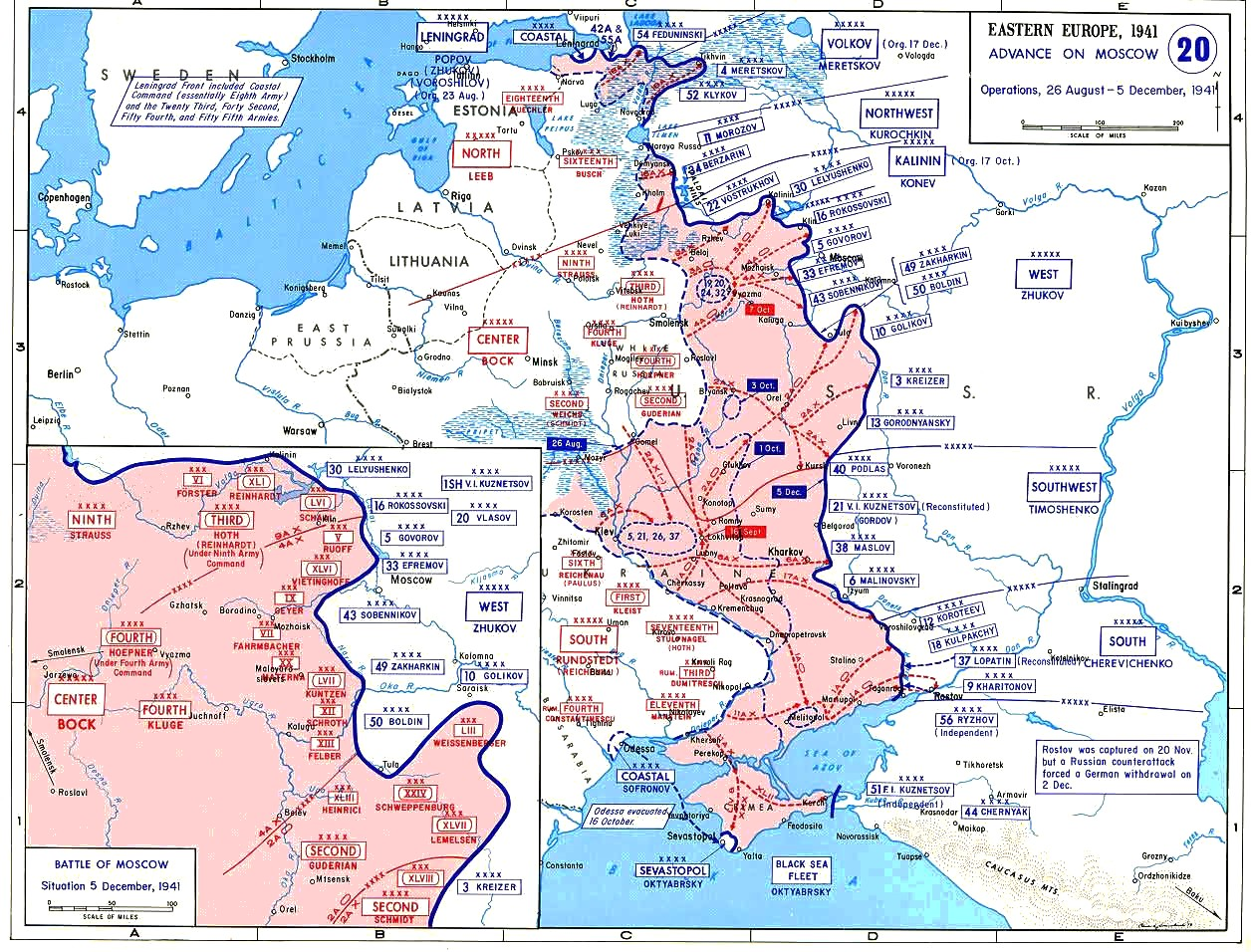
L'encerclement de Kiev et l'.

À la mi-septembre, l'Armée rouge, à la suite des terribles pertes qu'elle a subies, a été contrainte de se replier sur une ligne de défense derrière la Divna et le Dniepr. Les armées allemandes ont regagné leur liberté de mouvement avec la fin de la liquidation de la poche de Smolensk. Les généraux réclament une attaque en direction de Moscou, désormais à 400 km du front. Il semble certain aux généraux allemands que, compte tenu de l'ampleur énorme de ses pertes, l'Armée rouge sera incapable de résister à une poussée dans cette direction. Hitler n'est pas de leur avis, il veut s'emparer de la région industrielle du Donbass. Il voit également la possibilité d'en finir avec les forces armées soviétiques qui ont mission de défendre l'Ukraine. Les arguments avancés par Hitler pour soutenir une avancée blindée vers le Sud sont que les lignes d'approvisionnement de l'armée centre seraient exposées sur un flanc de plus de 800 km si l'offensive continuait vers Moscou. En conséquence, il ordonne au 2e groupe blindé de Guderian de se porter vers le Sud pour rejoindre le 1er groupe blindé du Generalfeldmarschall von Kleist qui remonte du Sud après avoir traversé le Dniepr. Le 25 août, la 3e division blindée s'empare du point stratégique qu'est le pont sur la Desna, près de Novhorod-Siverskyï. Lorsque les officiers d'état-major soviétiques prennent conscience du danger mortel qui se rue sur les armées du Sud, il est trop tard. Les deux pointes blindées allemandes se rejoignent à Lokhvitsa. Un gigantesque encerclement est réalisé autour de la région de Kiev et des marais du Pripet, dans lequel plus de 500 000 soldats soviétiques sont pris au piège. Kiev, « la mère des villes russes » dans la culture slave, tombe le 19 septembre et le reste de la poche suit dans le mois. Seuls 15 000 soldats et officiers parviennent à franchir le cordon allemand, dont Nikita Khrouchtchev, le général Semion Timochenko et le maréchal Boudienny. C'est le plus vaste encerclement militaire de l'Histoire. C'est aussi la plus grande défaite militaire ponctuelle de l'histoire soviétique. Au terme de la bataille de Kiev, l’armée allemande a encore 200 000 tués, blessés et disparus, mais les Soviétiques perdent près d'un million d’hommes (400 000 tués, 500 000 prisonniers exécutés sur place ou que les Allemands laisseront mourir de faim avant de déporter les survivants dans les camps d’Europe centrale).

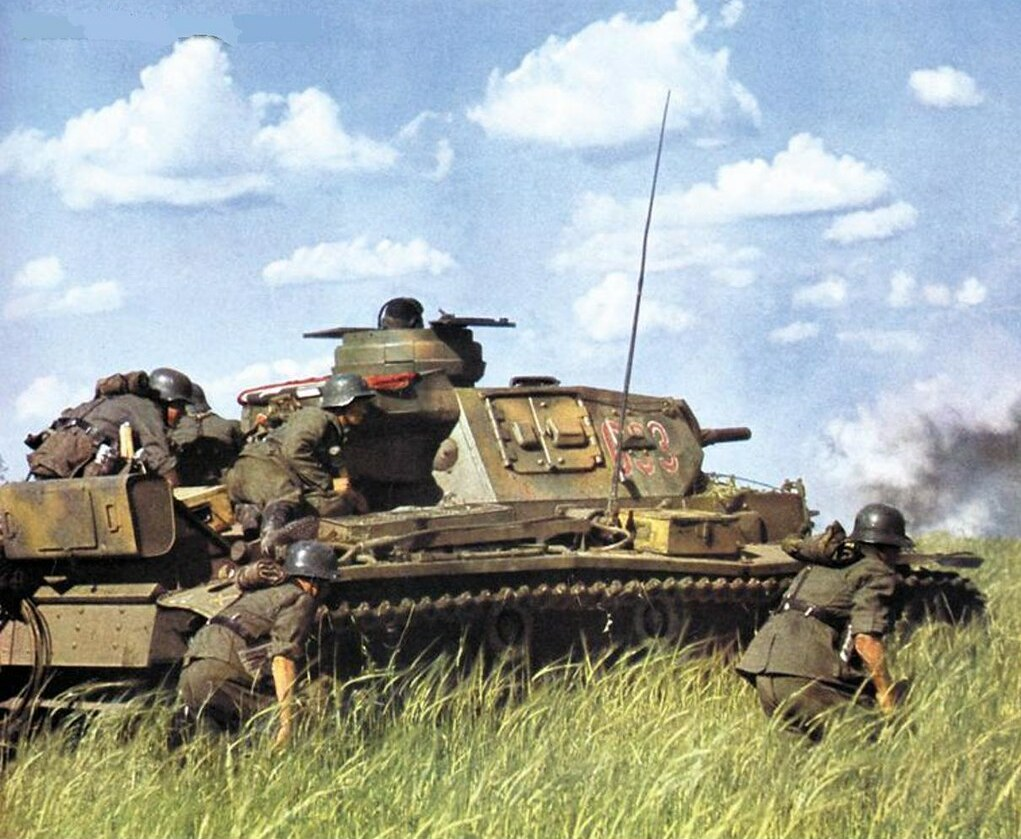
Les principes de mobilité et d'effet de surprise, qui caractérisaient jusqu'ici les engagements stratégiques de la Wehrmacht sous le terme de Blitzkrieg, semblent encore prévaloir pendant l'été et l'automne 1941.

Partout, les unités de l'Armée rouge battent en retraite, dépassées par la rapidité de l'invasion. La plupart des habitants des zones envahies sont effondrés :

« La population. Ils pleurent. Qu'ils soient en route, qu'ils soient assis, qu'ils soient debout près des palissades, à peine commencent-ils à parler qu'ils pleurent, et on a soi-même envie de pleurer malgré soi. Quel malheur ! »

— Vassili Grossman.
Pourtant, on commence à voir, çà et là, des habitants réserver un accueil prévenant aux troupes allemandes.
La route du Donbass est ouverte pour le groupe d'armées Sud, qui atteindra Rostov-sur-le-Don le 21 septembre, mais les divisions blindées et motorisées de la Wehrmacht sont très éprouvées par les deux féroces batailles de la fin de l'été, et ce n'est que le 30 septembre que la progression peut reprendre en direction de Moscou. La saison des boues, la raspoutitsa, rend les routes impraticables, et provoque alors un arrêt des opérations mobiles pendant près de quinze jours, obligeant à patienter jusqu'aux premières gelées pour reprendre le mouvement.
Au Nord, les troupes allemandes arrivent devant les premières lignes de défense de Léningrad, au début du mois de septembre. La prise de la ville, dont la défense est organisée par Joukov, s'avère vite impossible malgré les faibles moyens de défense de l'Armée rouge. Les Allemands, s'abstenant d'un assaut direct, décident de l'investir progressivement pour l'affamer, avec l'aide des Finlandais, mais la ville, malgré des pertes humaines colossales (700 000 civils périrent de faim et des bombardements), résistera en fait jusqu’à son dégagement en 1944, au cours du siège le plus long et le plus impitoyable de l'histoire moderne.
En quelques semaines à peine, les divisions allemandes ont progressé de 500 km vers le Nord, de 650 km vers l’Est, de 350 km vers le Sud-Est. De juin à octobre 1941, l’Ostheer (la Wehrmacht sur le front russe) a fait au total plus de trois millions de prisonniers. Les premiers massacres en masse de Juifs, Russes et Tsiganes débutent quelques semaines seulement après le début de l’invasion.

### 21 novembre 1941: Contre-attaque Russe à Rostov

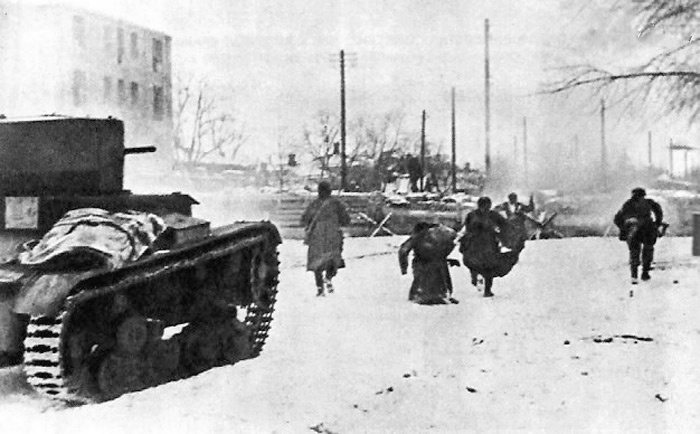
Troupes russes durant la bataille de Rostov fin 1941

La bataille de Rostov est menée autour de Rostov-sur-le-Don entre le groupe d'armées du sud de l'Allemagne nazie et le front sud des armées soviétiques.
La bataille comprenait trois phases : l'opération offensive allemande sur la mer d'Azov par le groupe d'armées Sud (général Gerd von Rundstedt) (commencée le 12 septembre 1941), l'opération défensive soviétique de Rostov (5 novembre 1941 - 16 novembre 1941) par le Front sud (général Iakov Timofeïevitch Tcherevitchenko) et opération offensive de Rostov (27 novembre 1941 - 2 décembre 1941) exécutées par le même front soviétique.
Après avoir traversé de force la rivière Mious le 17 novembre, les forces allemandes capturèrent 10 000 soldats soviétiques et prirent Rostov le 21 novembre. Six jours plus tard, le front sud, renforcé par la 37e armée nouvellement levée, contre-attaqua depuis le nord et menaça d'encercler le IIIe corps d'armée motorisé allemand, surchargé. Rundstedt ordonna alors une retraite vers la ligne Mious depuis Rostov pour empêcher l'encerclement. L'Armée rouge reprend Rostov le 28 novembre. Ce fut la première contre-offensive soviétique majeure réussie de la guerre. Hitler a renvoyé Rundstedt le 1er décembre. Le successeur de Rundstedt, Walther von Reichenau, confirma l'ordre de retraite avec le soutien du chef d'état-major du haut commandement de l'armée, Franz Halder, et Hitler céda.

## L'échec de la bataille de Moscou
Les Allemands trouvent un pays las du communisme soviétique, mais les Einsatzgruppen massacrent systématiquement les Juifs (plus de 1 500 000 personnes, essentiellement des femmes et des enfants, seront assassinées de 1941 à 1944) et multiplient les atrocités dans le cadre de ce qui ressemble à une guerre d'anéantissement.
La population devient de plus en plus hostile à un envahisseur qui apparaît comme un ennemi venu pour anéantir et non pour libérer. Si les premières villes capturées avaient semblé accueillir favorablement l'envahisseur (en Ukraine en particulier), du fait de la lassitude face à la férocité du régime stalinien et aux problèmes des nationalités, les très nombreux massacres de civils transforment rapidement cet a priori favorable. Les massacres de civils désarmés et l'intention déclarée de réduire les Slaves en esclavage retournent vite les populations. Le traitement inhumain réservé aux prisonniers de guerre a fini par filtrer. Les Allemands éprouvent des difficultés croissantes à capturer des prisonniers, les soldats soviétiques préférant lutter jusqu’à la mort plutôt que de mourir sommairement exécutés. Les opposants au régime se persuadent qu'il s'agit d'une lutte à mort où ils n'ont guère le choix du camp.
Les troupes allemandes traversent des régions affreusement pauvres et désertes, et l'étendue des espaces russes fait perdre tout son sens au Blitzkrieg. Les lignes de communications de la Wehrmacht s'allongent démesurément. Assez rapidement, des groupes de partisans se forment sur les arrières de la Wehrmacht, obligeant celle-ci à consacrer une partie importante de ses forces au maintien de ses routes de ravitaillement. Ce dernier rencontre de nombreux problèmes, comme la différence d'écartement des voies de chemin de fer soviétiques avec celles d'Europe occidentale. Après des centaines de kilomètres parcourus dans les plaines russes, le matériel est usé et en mauvais état (particulièrement pendant la raspoutitsa, la période des mauvaises routes à cause des intempéries). Surtout, le manque d'hommes disponibles, compte tenu de ses pertes, commence à poser un problème à la Wehrmacht. Après plus d’un mois de combats, elle a déjà perdu plus d’hommes qu’au cours de toutes ses campagnes à l’ouest, tout en étant très loin d’avoir atteint ses objectifs opérationnels. En septembre 1941, les divisions combattantes, alors au nombre de 142, déclarent avoir perdu près de 50 % de leurs forces initiales en hommes et en matériel et, en novembre, la plupart des formations d’infanterie ont perdu la moitié de leurs effectifs.

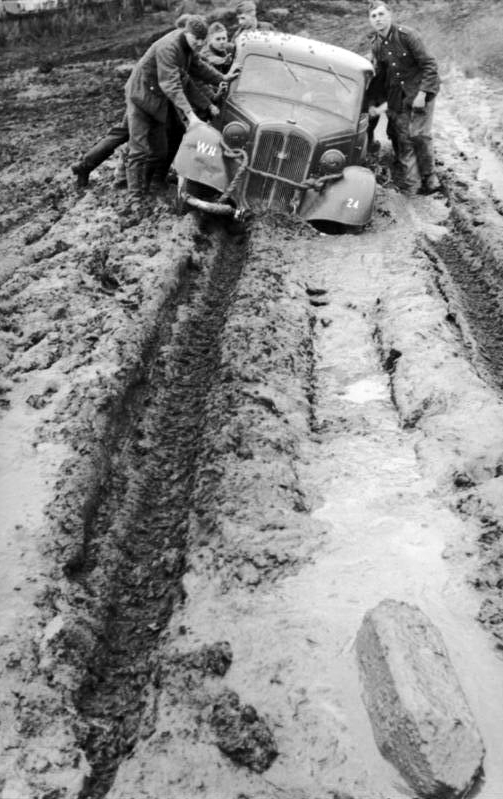
Véhicule de l'armée allemande bloqué par la boue durant l'automne 1941 (ces périodes où les routes russes sont impraticables prennent le nom de raspoutitsa).

Début septembre, les Allemands, bloqués par les boues, tiennent plusieurs conseils de guerre pour envisager la suite des opérations, dont la conférence d'Orcha, à laquelle participe Hitler. Il est désormais clair que malgré les pertes colossales infligées à l'Armée rouge, celle-ci n'a pas été détruite. Sa combativité, loin de s'écrouler, semble même s'accroître. Il apparaît que seul le groupe d'armées Centre sera capable de reprendre la progression quand les routes seront de nouveau praticables. Malgré l'aide des Finlandais, le groupe Nord est incapable de mener une action de vive force contre Léningrad, il arrive tout juste à maintenir un encerclement partiel et précaire, qui laisse passer le ravitaillement pour la ville par le lac Ladoga. Le groupe d'armées Sud est soumis à une forte pression soviétique et le corps blindé de von Kleist a été contraint de passer à la défensive, voire de céder du terrain comme à Rostov-sur-le-Don, aux portes du Caucase, face aux contre-attaques de Timochenko : c'est le premier recul allemand depuis le déclenchement de l'invasion.
Devant l'échec inéluctable de Barbarossa, on prépare une opération de rechange pour essayer d'en finir avant l'hiver, l'opération Typhon. Hitler adopte, malgré ses idées précédentes, l'idée qui veut que la prise de la capitale de l'adversaire doit briser sa volonté de résistance. Les objectifs initiaux de Barbarossa (la ligne Arkhangelsk-Kouïbychev) sont abandonnés, ce qui rend désormais impossible la destruction de l'industrie de guerre soviétique, mise à l'abri derrière l'Oural (à partir du pacte de Munich). De plus, Staline a acquis la certitude, par les renseignements fournis par le réseau Orchestre rouge et Richard Sorge, mais surtout par des communications qui ont été interceptées, que la politique d'expansion japonaise n'a plus que des visées vers le Sud-Est asiatique et que le Japon s'apprête à attaquer la flotte des États-Unis à Pearl Harbor. Les troupes fraîches et expérimentées (commandées par Joukov) qui gardent la frontière extrême-orientale en Sibérie vont pouvoir être rapatriées en Russie occidentale. De fin 1941 à début 1942, près de 400 000 « Sibériens » sont ainsi transférés vers l'Ouest à bord de trains spéciaux qui mettent de une à deux semaines pour arriver à destination. Sur ce total, 250 000 soldats furent assignés à la défense de Moscou.
En octobre 1941, Adolf Hitler décide la bataille de Moscou, déclarant à ses généraux son intention de raser la ville jusqu’à ses fondations et d’en faire un immense lac artificiel. Le 14 octobre 1941, il donne l'ordre d'un double enveloppement de Moscou, avec pour objectif la jonction à Noguinsk. Le Reich regroupe tous ses moyens disponibles en vue de l'assaut. Moscou renforce ses défenses : un demi-million d’hommes et de femmes creusent 8 000 km de tranchées et 100 km de fossés antichars.
De novembre à décembre, la Wehrmacht engage 1,8 million d’hommes dans cette bataille (80 divisions mais à effectifs incomplets), soit plus de 50 % de toutes ses divisions, 30 % de son artillerie, sur un front de 600 km de large et de 250 km de profondeur. En deux semaines de combats, l’Armée rouge perd 700 000 combattants faits prisonniers (poches de Viazma, d’Orel, de Briansk, etc.), 1 200 chars et 5 000 canons. Le 7 novembre 1941, dans un discours resté célèbre, prononcé sur la place Rouge, devant les troupes qui partent au front, Staline délaisse l’idéologie et en appelle aux valeurs et aux grandes figures historiques de la nation russe. Le front de Kalinine (un « front » est un groupe d'armées dans la terminologie soviétique), au nord de Moscou, lance sa contre-attaque le 5 décembre dans une neige de plus d'un mètre d'épaisseur et par des froids de −20 °C à −30 °C. L’offensive hitlérienne est stoppée à 30 km de Moscou, non loin du faubourg de Khimki, à proximité de l'actuel aéroport international Cheremetievo, grâce également à un terrible hiver pour lequel elle n'est pas équipée. Une contre-offensive menée fin décembre par des bataillons sibériens casse enfin le front allemand et rejette de 100 à 200 km en arrière le groupe d’armées Centre. Le 22 janvier, la bataille de Moscou est gagnée par Joukov. Guderian est contraint à une retraite précipitée, abandonnant une grande partie de son matériel. L’armée allemande perd encore 615 000 hommes. C’est le retour de balancier.
Une étude récente réévalue la bataille de Moscou et fait de celle-ci :

« la bataille la plus importante de la Seconde Guerre mondiale et, de façon indiscutable, le plus vaste engagement militaire de tous les temps. En additionnant les effectifs des deux camps, environ 7 millions d'hommes furent engagés, à un moment ou à un autre, dans ces combats. Sur ces 7 millions de soldats, 2,5 millions furent tués, faits prisonniers, portés disparus ou assez grièvement blessés pour être hospitalisés, avec des pertes beaucoup plus lourdes du côté soviétique que du côté allemand. Selon les archives militaires russes, 958 000 soldats soviétiques ont péri, ce qui comprend les tués, les disparus et les hommes faits prisonniers. Étant donné le traitement que leur réservaient les Allemands, la plupart des prisonniers de guerre soviétiques étaient, de fait, condamnés à mort. De plus, 938 500 de leurs camarades furent hospitalisés pour blessures (sans oublier les maladies consécutives au froid et à l'humidité), ce qui porte le total des pertes soviétiques à 1 896 500 hommes. Pour les Allemands, le total des pertes était de 615 000 hommes. »

## Collaboration avec l'occupant

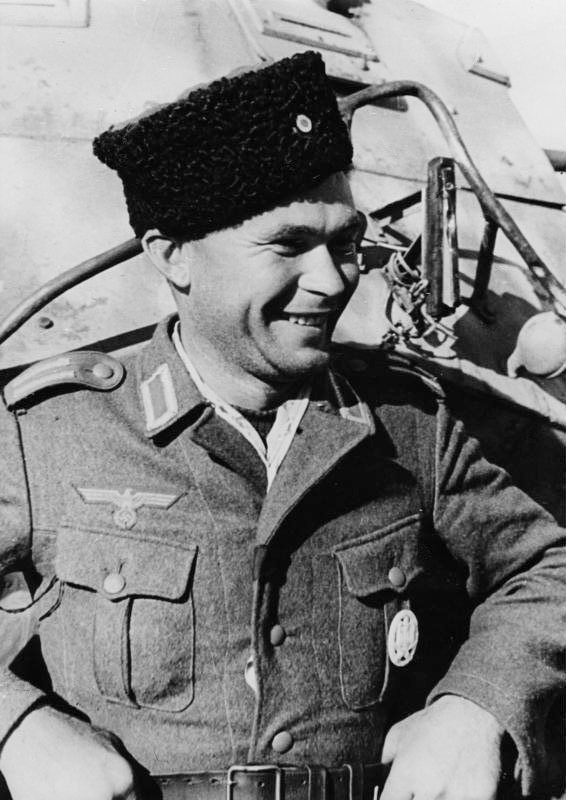
Auxiliaire cosaque de l'armée allemande.

Durant l'occupation de leur territoire, près de deux millions de Soviétiques se rangèrent du côté des Allemands : des Baltes, des Ukrainiens, des Russes, quelques Polonais enrôlés de force entre autres, soit moins de 3 % de la population de la zone occupée par le Reich dans la partie occidentale de l'Union soviétique. Pour les enrôlés volontaires, les motivations sont nationalistes (comme dans les régions baltes), anticommunistes et antisémites. Dès la conquête de certaines villes, des pogroms furent perpétrés, par ces collaborateurs, comme à Kaunas, à Lviv, etc. Mais rapidement, cette violence devient multidimensionnelle et de moins en moins contrôlable par les militaires et les policiers allemands, ce qui incite Heydrich et la SS à encadrer étroitement ces collaborateurs par l'emploi localisé de ces supplétifs, par l'armement qui leur est donné, par le contrôle de leurs actions.
En 1943, certaines divisions allemandes comptaient plus de 20 % d'auxiliaires russes (les Hiwis). Il y eut deux divisions SS russes, la 29e division SS de grenadiers RONA et la 30e division SS de grenadiers, les deux divisions de l'armée Vlassov et le 15e SS Kosaken-Kavalerie-Korps constitué de cosaques du Don. Beaucoup agissaient par nationalisme, les pays baltes et l'Est de la Pologne, qui faisaient partie de l'Empire russe jusqu'en 1917, ayant été de nouveau annexés par l'Union soviétique en 1939.
Exemple parmi d'autres du soutien que reçurent les envahisseurs de la part de certaines populations locales à certains endroits : les milices pro-allemandes étaient assez efficaces pour rendre inutiles des représailles. Tel était le cas du district administratif autonome de Lokot, dans la région d'Orel-Koursk, au sud de Briansk. Comptant 1 700 000 habitants, ce district fut défendu par une milice intégralement russe en 1941-1942. Ici, la base de la collaboration était de nature politique (anti-communisme) et la milice de Lokot créée par le général Rudolf Schmidt de la IIe armée de panzers conjointement avec un ingénieur russe (remplacé plus tard par le fameux Bronislaw Kaminski), fut connue sous le nom de Russkaya Osvoboditelnya Narodnaya Armiya (Armée de libération russe). Certaines de ces milices, dans les pays baltes et en Ukraine en particulier (voir police auxiliaire ukrainienne), apportèrent aux autorités d'occupation un soutien non négligeable dans la politique d'extermination des populations juives.
Un élément capital des transactions fut que les SS avaient interdiction d'opérer dans toute cette région où les Allemands acceptèrent de s'abstenir de toute action de représailles du fait des activités de la résistance qui se poursuivaient toujours. De tels arrangements, bien que généralement moins formels, étaient monnaie courante dans les régions occupées par les Allemands. Ils trouvaient des avocats fervents parmi les officiers de la Wehrmacht. Les SS s'y opposaient de façon tout aussi véhémente, car ils refusaient d'armer des « sous-hommes ». Par la suite, la situation ayant empiré pour le Reich nazi et le besoin d'effectifs devenant criant, les SS furent amenés à tempérer leur refus initial. Ils s'opposaient toujours à la création de milices, mais seulement parce qu'ils voulaient recruter tous les hommes disponibles pour leurs nombreuses unités « ethniques ».

## Bilan de l'

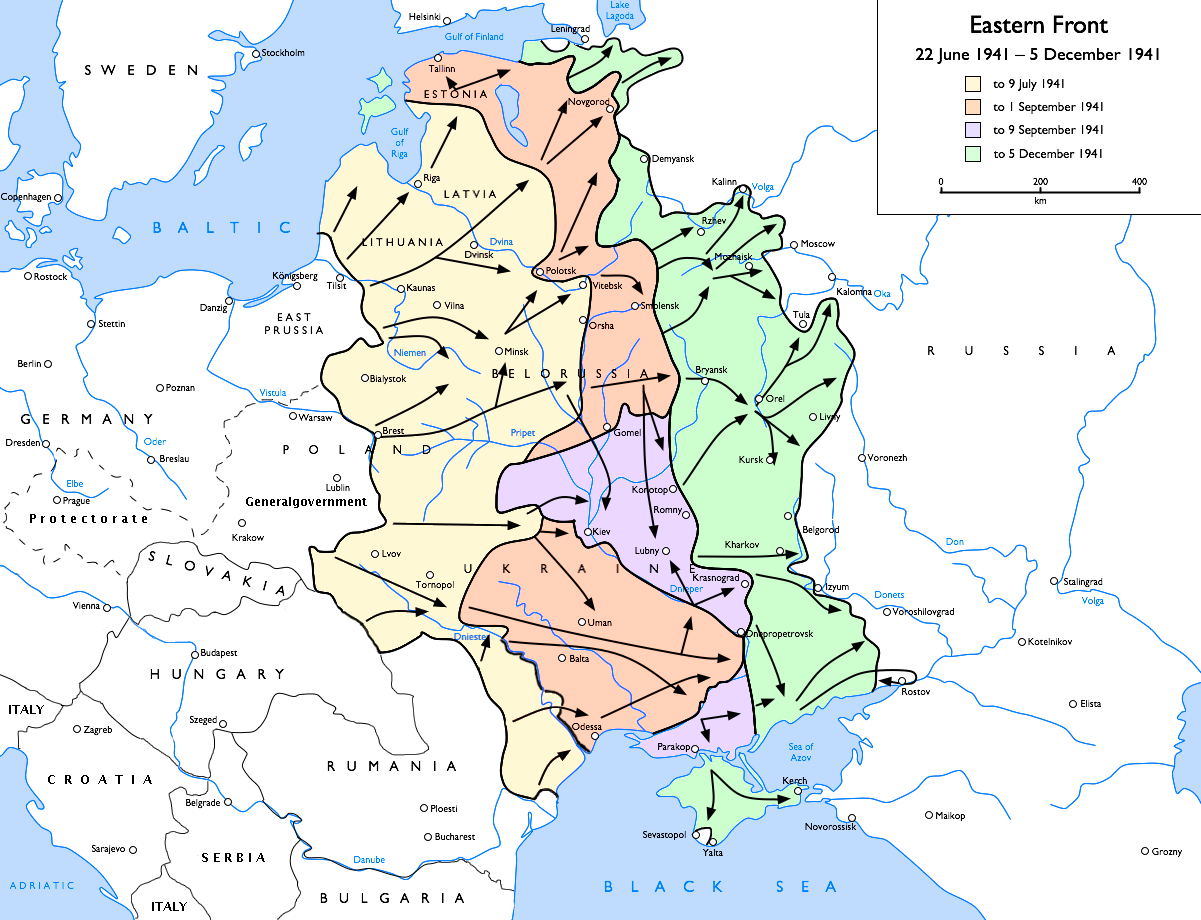
L'épuisement et le premier recul allemand à Rostov-sur-le-Don.

## Bilan de l'opérationBarbarossa

### L'invasion crée le front stratégique majeur du second conflit mondial
En déclenchant l'opération Barbarossa, le régime nazi provoque l'ouverture d'un front auquel le Reich doit désormais consacrer l'essentiel de ses moyens militaires, de ses ressources industrielles et humaines. Engagée dans une guerre totale contre l'Union soviétique, l’industrie de guerre allemande « tourne » au maximum de ses capacités et ne cesse de se développer jusqu’au début de 1945. Le Reich consacre ainsi 35 % de son PNB en 1940, puis 65 % en 1944, à ses dépenses militaires. Non seulement l’Allemagne, première puissance industrielle du continent, affectera la majorité de ses ressources économiques à sa production de guerre, mais elle exploitera également systématiquement à cette fin les ressources industrielles, économiques, démographiques (deux millions de prisonniers français travaillent en Allemagne) de l’Europe occupée.
Du déclenchement de Barbarossa aux dernières étapes de la guerre, en mai 1945, la Wehrmacht consacre l’essentiel de ses ressources en hommes et en matériels au front de l'Est, sans jamais être en mesure, à partir de l’hiver 1942-1943 (échec de Stalingrad), de prendre l’initiative, si ce n’est dans des secteurs de plus en plus étroits du front. Le front de l'est restera, et de très loin, jusqu'à la fin de la guerre le front principal pour l'armée allemande. Elle engage, en 1941, 159 divisions sur les 220 dont elle dispose alors soit 73 % de ses effectifs totaux (plus de trois millions de soldats). Par comparaison l'Afrikakorps engagée dans la guerre du Désert face aux Américains et aux Britanniques en Afrique du nord ne représente que sept divisions, soit 2,7 % des forces de la Wehrmacht entre février 1941 et mai 1943 et, au début de 1944 les forces allemandes comptent 23 divisions en Italie après le débarquement allié alors que 60 à 75 divisions sont engagées en France après le débarquement en Normandie. Durant les quatre années que dura le conflit germano-soviétique, il y eut en permanence une moyenne de 9 millions d'hommes simultanément impliqués dans les opérations de ce front.
Le cumul des pertes militaires de l'Union soviétique et de l'Allemagne nazie, dans sa guerre d'invasion de l'Union soviétique, représente 80 % du total de toutes les pertes militaires enregistrées sur le théâtre d’opérations européen de 1940 à 1945. C'est sur le front russe que la Wehrmacht a les reins brisés, bien avant le débarquement des Alliés en France. Après le débarquement de Normandie d'un corps expéditionnaire en juin 1944, c’est encore à l’est que les Allemands continuent à engager et à perdre la majorité de leurs hommes. La comparaison des pertes subies par la Wehrmacht sur les deux fronts à partir de juin 1944 montre la part presque exclusive du front russe même après ce débarquement. Du 1er juillet au 31 décembre 1944, pendant six mois, lors de la grande offensive soviétique contre le groupe d'armées Centre, les Allemands perdent chaque mois en moyenne 200 000 soldats et près de 4 000 Hiwis, des auxiliaires étrangers (russes) de l'armée allemande. À l’ouest, au cours de la même période, c’est-à-dire après le débarquement allié en France, la moyenne des pertes allemandes s’élèvera à 8 000 hommes par mois soit un rapport de 1 à 25.
Les pertes en vies humaines sont colossales et les conditions de vie effroyables pour les deux camps. En 2001, les historiens russes estimaient les pertes du conflit germano-soviétique à 26,2 millions de tués (environ 16 % de la population de l’Union soviétique de 1940) dont plus de 11 millions de soldats et officiers (6,8 millions de tués directs et 3,8 millions de prisonniers de guerre morts entre les mains de la Wehrmacht), et surtout 15,6 millions de civils. L’importance sans précédent des pertes civiles est d’abord la conséquence d'une guerre d’anéantissement menée en Union soviétique par le Reich nazi. Trente-quatre millions de Soviétiques ont été mobilisés dans les rangs de l'Armée rouge de 1941 à 1945. L’ampleur de l’engagement allemand a été gigantesque : quelque 20 millions d’Allemands ont porté, à un moment ou à un autre, l’uniforme de la Wehrmacht sur le front russe, de sorte que c’est toute la société allemande qui fut impliquée dans l’expérience de la guerre sur le front de l'Est. Celle-ci a été voulue, dès sa phase de préparation, comme une lutte à mort, exigeant un engagement sans limite, une obéissance absolue, la destruction totale de l’ennemi. À ce titre, la guerre totale déclenchée contre l'URSS constitue non seulement le sommet du régime nazi, mais aussi l’élément essentiel de son image dans la mémoire collective des Allemands après la guerre. Pour l’écrasante majorité des soldats allemands, l’expérience de la guerre est celle du front russe.
À la fin du mois de mars 1945, la totalité des pertes de l’Ostheer (le nom de l'armée de terre de la Wehrmacht sur le front russe) s’élève à 6 172 373 hommes (tués, mutilés, disparus), soit près du double de ses effectifs initiaux, au 22 juin 1941. Ce chiffre représente 80 % des pertes subies par la Wehrmacht sur tous les fronts depuis le déclenchement de l’invasion de juin 1941. En mai 1945, on dénombre plus de 3 millions de prisonniers allemands détenus en Union soviétique. Les tués de l’Armée rouge, hors les 3,8 millions de prisonniers de guerre soviétiques morts après leur capture, constituent 52 % du total des pertes militaires en Europe tous pays confondus, ceux de la Wehrmacht 28 % (moins de 2 % pour l'armée des États-Unis). Les pertes militaires de l’Union soviétique représentent 85 % du total des pertes alliées en Europe (Royaume-Uni 3,7 % ; France 2,9 % ; États-Unis 2,6 %). Enfin, le front ouvert en juin 1944 en France a eu, militairement, environ 11 mois d’existence contre 47 mois pour le front russe ouvert en juin 1941.

### Situation tactique
Les Allemands réussissent à stabiliser la ligne de front de la Baltique à l’Ukraine au prix de pertes énormes en hommes et en matériels (l’essentiel des 3 500 chars engagés est resté sur le terrain, soit 50 % du matériel roulant hors d’état de marche). Les divisions aériennes ne disposent plus que de 25 à 50 % de leurs appareils de combat. La Luftwaffe se voit disputer la maîtrise du ciel avec la montée en ligne de nouveaux chasseurs soviétiques (Mikoyan-Gourevitch MiG-1 et MiG-3, Yakovlev Yak-1, Lavotchkine LaGG-3, Sturmovik « tueur de chars »). L'infanterie d'invasion ne parvient pas à maintenir le contact avec ses fers de lance blindés sur de longues distances. Compte tenu de ses pertes et de l’étendue des espaces russes, l’armée allemande doit donc renoncer à la Blitzkrieg tout en devant faire face à un adversaire qui ne cesse de se moderniser. À ce moment, il apparaît que c’est à l’impréparation des armées soviétiques de juin 1941, à l’effet de surprise, que le Reich doit d’avoir évité de graves difficultés dans ses combats contre l'Armée rouge lors de l'invasion de juin 1941.
Pour l'Allemagne, si déjà les pertes avaient été relativement importantes pendant la bataille de France avec près de 1 400 tués par jour du 10 mai au 22 juin 1940, c’est en Union soviétique que la Seconde Guerre mondiale commence vraiment, avec une campagne qui du 22 juin 1941 au 22 janvier 1942 voit tomber en moyenne 3 200 soldats allemands par jour. Alors que pendant les deux premières années de la guerre (1939 et 1940), 1 253 officiers « seulement » étaient morts au combat, entre juin 1941 et mars 1942 environ 15 000 officiers furent tués, ce qui indique un changement radical dans l’évolution des pertes. Au cours des six premiers mois de l’invasion, les pertes de l’Ostheer (l'armée de terre de la Wehrmacht sur le front de l'Est) s’élevèrent à 750 000 hommes, qui furent portées à un million à la fin de mars 1942, dont plus d’un tiers de tués ou de disparus. Au total, lors de la première année de la campagne contre l'URSS, le Reich perd 1,3 million d’hommes, sans compter les malades, soit 40 % des 3,2 millions d’hommes de l’Ostheer. Le manque général d’hommes dans le Reich ne permet pas d’assurer les remplacements à une pareille échelle.

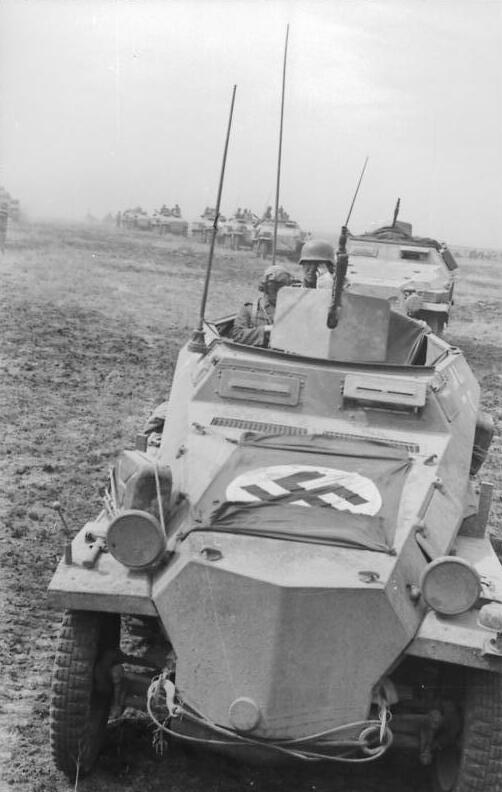
Sonderkraftfahrzeug 251 se concentrant dans les steppes du Sud de la Russie le 21 juin 1942, à la veille de l', l'offensive allemande de l'été 1942.

À la fin de 1941, la Wehrmacht s’est enfoncée de 800 km en Union soviétique et a conquis plus de 1 500 000 km2 de territoire soviétique, comptant 65 millions d’habitants (17 millions de personnes sont parvenues à fuir). En 1942, la longueur du front russe, de la Finlande au Caucase, passe à 6 200 km. L’Allemagne occupe alors l’Ukraine, la Biélorussie, une grande partie du Nord de la Russie, soit plus de la moitié de la Russie d’Europe (qui concentre 80 % des industries lourdes et de la population), acculant les Russes sur des zones moins peuplées et les privant d’une grande partie de leur potentiel économique (de 60 à 70 %). Mais le Reich a perdu ses meilleures troupes.
Les pertes de l’Armée rouge sont colossales : 1,5 million de tués, 4 millions de prisonniers dont 2 millions au moins mourront. Fin 1941, les Allemands estiment avoir détruit plus de 20 000 blindés et 35 000 canons soviétiques.

### L'Union soviétique en guerre totale
C’est pourtant à ce moment que la société soviétique se lance dans une mobilisation de ses forces et de ses ressources, totale et éperdue, dans le cadre d'une économie de guerre d'une extrême rigueur. Le 3 septembre 1941, le pouvoir soviétique décrète la mobilisation de tous les hommes de plus de 18 ans. Dès l’automne 1941, plus de 2 000 groupes de partisans se constituent en territoire occupé. « Tout pour le front ! Tout pour la victoire ! », « Encore plus d’armes pour le front » deviennent les slogans dans les usines. Les bureaux de recrutement de l’Armée rouge sont submergés par les volontaires désireux de se battre pour « la défense du sol natal ». De nombreuses jeunes filles s’engagent dans l’Armée rouge (de 1941 à 1945, plus de 800 000 femmes ont combattu comme volontaires sur le front). La journée de travail monte à 12 heures par jour, voire davantage. Les décès par épuisement au travail ne sont pas rares dans les usines. La législation, déjà très dure, du 26 juin 1940 est encore aggravée par la loi du 26 décembre 1941, qui assimile tout changement de travail non autorisé, tout départ ou toute absence injustifiée à une désertion, passible des tribunaux militaires et sanctionnée d’une peine de 5 à 10 ans de camp (plus de 900 000 personnes furent condamnées en vertu de la loi du 26 décembre 1941). Un décret de février 1942 instaure la mobilisation totale des femmes âgées de 15 à 45 ans, femmes dont la part dans la main-d’œuvre industrielle passa de 37 à 60 % entre 1941 et 1945 (alors que Hitler était réticent à faire travailler les femmes allemandes dans les usines d'armement et contrairement à ce qui se passait aussi aux États-Unis et au Royaume-Uni).
Entre juillet 1941 et janvier 1942, en Russie d’Europe, 17 millions de personnes participent dans des conditions exténuantes au démontage et au transfert de plus de 1 500 grandes entreprises industrielles dans l’Oural, la Volga, l’Asie centrale (Kazakhstan surtout) et la Sibérie ; transfert nécessitant la construction en quelques mois de plus de 10 000 km de voies ferrées. Plus de 2 600 usines auront été évacuées et reconverties dans l’industrie de guerre. Leur remise en route, en plein hiver, n’exigera pas un effort moins gigantesque. Au terme d’opérations titanesques d’une grande complexité logistique, plus de 10 millions d’ouvriers prennent le chemin de l’Oural et, dès le début de 1942, après cet effort pharaonique dont il n’existe aucun équivalent dans l’histoire industrielle de l’Europe, la production de guerre est remontée à 48 % de son niveau de 1940. Alors qu’en 1940, 358 chars de dernier modèle avaient été construits, au cours des six premiers mois de 1941 seulement leur nombre s’éleva à 1 503 et dans les six derniers mois de cette année-là, malgré l’occupation par les Allemands du cœur industriel de l'Union soviétique, 4 740 chars dernier modèle supplémentaires furent produits. Dès la fin de 1942, l'URSS dépasse l’Allemagne dans sa production d’armements alors que la Wehrmacht occupe plus de 50 % de la partie européenne du territoire soviétique. La production de blindés et d’avions est alors le double (50 000) de la production allemande ; en 1944, celle de canons usinés est trois fois supérieure (122 000). Par ailleurs, depuis le 7 décembre 1941, l'Union soviétique pouvait compter sur l'aide américaine.

### Historiographie et interprétations
L'opération Barbarossa se solde, fin 1941/début 1942, par une défaite stratégique considérable pour l'Allemagne puisqu'il apparaît, dès ce moment, que le Troisième Reich n'avait peut-être pas les moyens de vaincre l'Union soviétique en juin 1941[réf. nécessaire].
En Union soviétique, un chercheur à l'Institut d'histoire de l'Académie des sciences, Alexandre Nekritch, publie en 1965 22 juin 1941, Les historiens soviétiques et l'invasion allemande, une étude de la confrontation soviéto-allemande pendant la Seconde Guerre mondiale, qui critique Staline et les dirigeants soviétiques pour leur incapacité à préparer le pays à une attaque allemande anticipée. De nombreuses révélations présentes dans l'ouvrage provenaient du chef du service de renseignement de l'Armée rouge de l'époque, le général Filipp Golikov. Le livre est sévèrement critiqué et rapidement interdit, tandis que Nekritch est exclu du Parti communiste et déchu de ses titres universitaires,.
Le général Volkogonov, biographe de Staline, pouvait écrire en 1996 : « Il serait difficile de trouver pire début à une guerre que ce mois de juin 1941. Toutes les autorités politiques et militaires majeures ont pensé que l'URSS ne pourrait pas survivre plus de trois mois. Mais le peuple soviétique leur a finalement donné tort. Pourtant, le mérite de cette incroyable capacité de résistance allait être attribué à la « sage direction » de Staline, la personne même la plus directement responsable de la catastrophe ». Et Stepan Mikoyan de préciser : « Nous avons gagné la guerre en dépit de la dictature de Staline ».

### Monographies consacrées à l'opérationBarbarossa

#### Ouvrage en français
- Jean Lopez et Lasha Otkhmezuri, Barbarossa : 1941. La guerre absolue (histoire), Paris, Passés composés / Humensis, 7 septembre 2022, 2e éd. (1re éd. 2019), 960 p., broché (ISBN 979-1-0404-0087-5, présentation en ligne).
- Hans Seidler, Opération Barbarossa : Hitler envahit l'URSS, Paris, Pierre de Taillac, 2011 (ISBN 978-2-364-45001-1).
- Gabriel Gorodetsky (trad. de l'anglais), Le grand jeu de dupes : Staline et l’invasion allemande, Paris, Les Belles Lettres, 2000, 448 p. (ISBN 978-2-262-03402-3).
- Georges Bernage, Opération Barbarossa-URSS, juin-novembre 1941, éditions Heimdal, 1998 (ISBN 978-2-840-48094-5).
- Victor Souvorov, Le Brise-glace : juin 1941, le plan secret de Staline pour conquérir l'Europe, Paris, O. Orban, 1989.
- Raoul Girardet, « Le 22 juin 1941 », dans Alfred Grosser, Dix leçons sur le nazisme, Bruxelles, éditions Complexe, 1984 (ISBN 2-870-27121-2).

#### Ouvrage en anglais
- (en) David Glantz, Colossus Reborn : The Red Army at War, 1941-1943, Kansas, University Press of Kansas, 2005 (ISBN 0-700-61353-6).
- (en) David Murphy, What Stalin Knew : The Enigma of Barbarossa, Yale University Press, 2005 (ISBN 0-300-10780-3).
- (en) Constantine Pleshakov, Stalin’s folly : The tragic first ten days of World War II on the Eastern front, Boston, Houghton Mifflin, 2005 (ISBN 0-618-36701-2).
- (en) Robert Kirchubel, Operation Barbarossa 1941 (1) : Army Group South, Osprey, 2003 (ISBN 1-841-76697-6).
- (en) David Glantz, Barbarossa : Hitler's invasion of Russia, 1941, Stroud, Tempus, 2001 (ISBN 0-752-41979-X).
- (en) Robert Kershaw, War Without Garlands : Operation Barbarossa, 1941/42, Shepperton, Ian Allan, 2000 (ISBN 0-711-02734-X).
- (en) David Glantz, Stumbling Colossus : The Red Army on the Eve of World War, Lawrence (Kansas), University Press of Kansas, 1998 (ISBN 0-700-60879-6).
- (en) Joachim Hoffmann (trad. de l'allemand), Stalin's War of Extermination [« Stalins Vernichtungskrieg »], 1995.
- (en) John Erickson, The Road to Stalingrad, 2003 (1re éd. 1975).

### Ouvrages généraux
- Götz Aly, Comment Hitler a acheté les Allemands. Le IIIe Reich : une dictature au service du peuple, Paris, Flammarion, 2005 (ISBN 2-082-10517-2).
- Général Serge Andolenko, Histoire de l’Armée russe, Paris, Flammarion, 1967.
- Pierre Ayçoberry, La société allemande sous le IIIe Reich, 1933-1945, Paris, Seuil, coll. « L'Univers Historique », 1998 (ISBN 2-020-33642-1).
- Christian Baechler, Guerre et exterminations à l'Est, Hitler et la conquête de l'espace vital, 1933-1945, Paris, Éditions Tallandier, 2012, 524 p. (ISBN 978-2-84734-906-1).
- Omer Bartov (trad. de l'anglais), L’Armée d’Hitler, Paris, Hachette Littératures, 1999, 317 p. (ISBN 2-01-279151-4).
- (de) Richard Breitman, Der Architekt der Endlösung, Munich, 2000, trad. Himmler et la solution finale, l'architecte du génocide, Paris, Calmann-Lévy, 2009 (ISBN 978-2-702-14020-8).
- Christopher R. Browning (trad. de l'anglais), Les origines de la Solution finale, Paris, Les Belles Lettres, coll. « Histoire », 2007, 631 p. (ISBN 978-2-251-38086-5).
- Johann Chapoutot, Le Nazisme et l'Antiquité, Paris, Presses universitaires de France, 2008, 643 p. (ISBN 978-2-13-060899-8).
- Johann Chapoutot, La loi du sang : Penser et agir en nazi, Paris, Éditions Gallimard, 2014, 567 p. (ISBN 978-2-07-014193-7).
- Saul Friedländer, Les Années d'extermination. L'Allemagne nazie et les Juifs. 1939-1945, Paris, Seuil, coll. « L'Univers Historique », 2008 (ISBN 978-2-020-20282-4).
- (en) Gabriel Gorodetsky, Grand Delusion : Stalin and the German Invasion of Russia, Yale University Press, 1999, 550 p.
- Vassili Grossman, Carnets de guerre, Paris, Calmann-Lévy, 2007.
- Jeffrey Herf (trad. de l'anglais), L’Ennemi juif : La propagande nazie, 1939-1945, Paris, Calmann-Lévy, 2011, 351 p. (ISBN 978-2-7021-4220-2).
- Ian Kershaw, Choix fatidiques. Dix décisions qui ont changé le monde, 1940-1941, Paris, Seuil, coll. « L'Univers historique », 2009, 816 p. (ISBN 978-2-02-080325-0).
- Jean Lopez et Lasha Otkhmezuri, Barbarossa 1941. La guerre absolue, Editions Passés composés, 2019, 956 p. (ISBN 978-2-37933-186-2).
- Philippe Masson,
  - Histoire de l'Armée allemande 1939-1945, Paris, Perrin, 1994  (ISBN 2-262-01355-1).
  - Hitler chef de guerre, Paris, Perrin, 2005  (ISBN 978-2-262-01561-9).
- (en) Catherine Merridale, Ivan’s war : life and death in the Red Army, 1939-1945, New York, Metropolitan Books, 2006 (ISBN 0-805-07455-4).
- (en) Stepan Mikoyan, Memoirs of Military Test-Flying and Life with the Kremlin's Elite, Airlife Publishing Ltd., 1999 (ISBN 1-853-10916-9).
- Pierre Miquel, La Seconde Guerre Mondiale, Paris, Fayard, 1994.
- (en) Andrew Nagorski, La bataille de Moscou, Paris, éditions de Fallois, 2008 (ISBN 978-2-877-06654-9).
- Marc Nouschi, Bilan de la Seconde Guerre mondiale, Paris, Le Seuil, 1996.
- (ru) Youri Alexandrovitch Poliakov, Naselenie Rossii v XX veke [« La population de la Russie au XXe siècle »], vol. 2 : 1940-1959, Moscou, Rosspen, 2001, chap. 7, p. 128-165.
- (en) Laurence Rees, War of the century : When Hitler fought Stalin, New York, New Press, 1999 (ISBN 1-565-84599-4).
- Jacques Sapir, La défaite française de 1940 vue par les Soviétiques, 2002
- (en) Jerrold L. Schecter et Vyacheslav V. Luchkov, Khrushchev Remembers : The Glasnost Tapes, Little Brown & Co, 1990
- Adam Tooze (trad. de l'anglais), Le salaire de la destruction : Formation et ruine de l'économie nazie, Paris, Les Belles Lettres, 2012, 806 p. (ISBN 978-2-251-38116-9).
- (en) Hugh Trevor-Roper, Hitler's war directives. 1939-1945, New York, Holt, Rinehart and Winston, 1965 (OCLC 12723697).
- (en) Dmitri Volkogonov, Stalin : triumph and tragedy, New York, Grove Weidenfeld, 1996 (ISBN 0-8021-1165-3).
- (en) Albert Weeks, Stalin's Other War : Soviet Grand Strategy, 1939-1941, Rowman & Littlefield Publishers, Inc., 2002 (ISBN 0-742-52191-5).
- Antony Beevor (trad. Jean Bourdier), Stalingrad, Éditions de Fallois & Livre de Poche, 1999, 896 p. (ISBN 2-253-15095-9).

### Articles
- Nicolas Bernard, « Le monde retiendra son souffle, Barbarossa, l'invasion de l'Union soviétique », Histoire(s) de la dernière guerre, éditions Caraktère, no 11,‎ 2011.
- Benoist Bihan, « « Barbarossa » ou l'imposture du « Blitzkrieg », analyse de la phase initiale de la guerre germano-soviétique », Histoire(s) de la dernière guerre, éditions Caraktère, no 13,‎ 2011.
- Yves Buffetaut, « Opération Barbarossa », Armes Militaria, no hors-série 5,‎ 1992.
- Johann Chapoutot, « La Charrue et l'Épée : Paysan-soldat, esclavage et colonisation nazie à l'Est (1941-1945) », Hypothèses 2006, Paris, Publications de la Sorbonne,‎ 2006 (ISBN 978-2-85944578-2, lire en ligne).
- José Fernandez et al., « Opération Barbarossa (1) : 22 juin 1941 : l'URSS pour cible », Batailles aériennes, no 12,‎ 2000.
- José Fernandez et al., « Opération Barbarossa (2) : juin-septembre 1941 : la Wehrmacht envahit l'URSS », Batailles aériennes, no 13,‎ 2000.
- Jean Lopez et Yacha MacLasha, « Opération Barbarossa 1941, deux armées gigantesques », Science & Vie Guerres et Histoire, Mondadori France, no 2,‎ 2011.
- Jean Lopez et Yacha MacLasha, « Opération Barbarossa 1941, huit encerclements dévastateurs », Science & Vie Guerres et Histoire, Mondadori France, no 2,‎ 2011.
- Jean Lopez et Yacha MacLasha, « Opération Barbarossa 1941, les cinq causes de la déroute soviétique », Science & Vie Guerres et Histoire, Mondadori France, no 2,‎ 2011.
- Jean Lopez et Yacha MacLasha, « Opération Barbarossa 1941, les erreurs des Allemands », Science & Vie Guerres et Histoire, Mondadori France, no 2,‎ 2011.
- Jean Lopez et Yacha MacLasha, « Opération Barbarossa 1941, les raisons de la résistance soviétique », Science & Vie Guerres et Histoire, Mondadori France, no 2,‎ 2011.